# 伦敦地铁

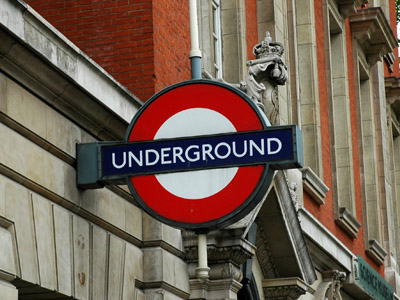
倫敦地鐵標誌

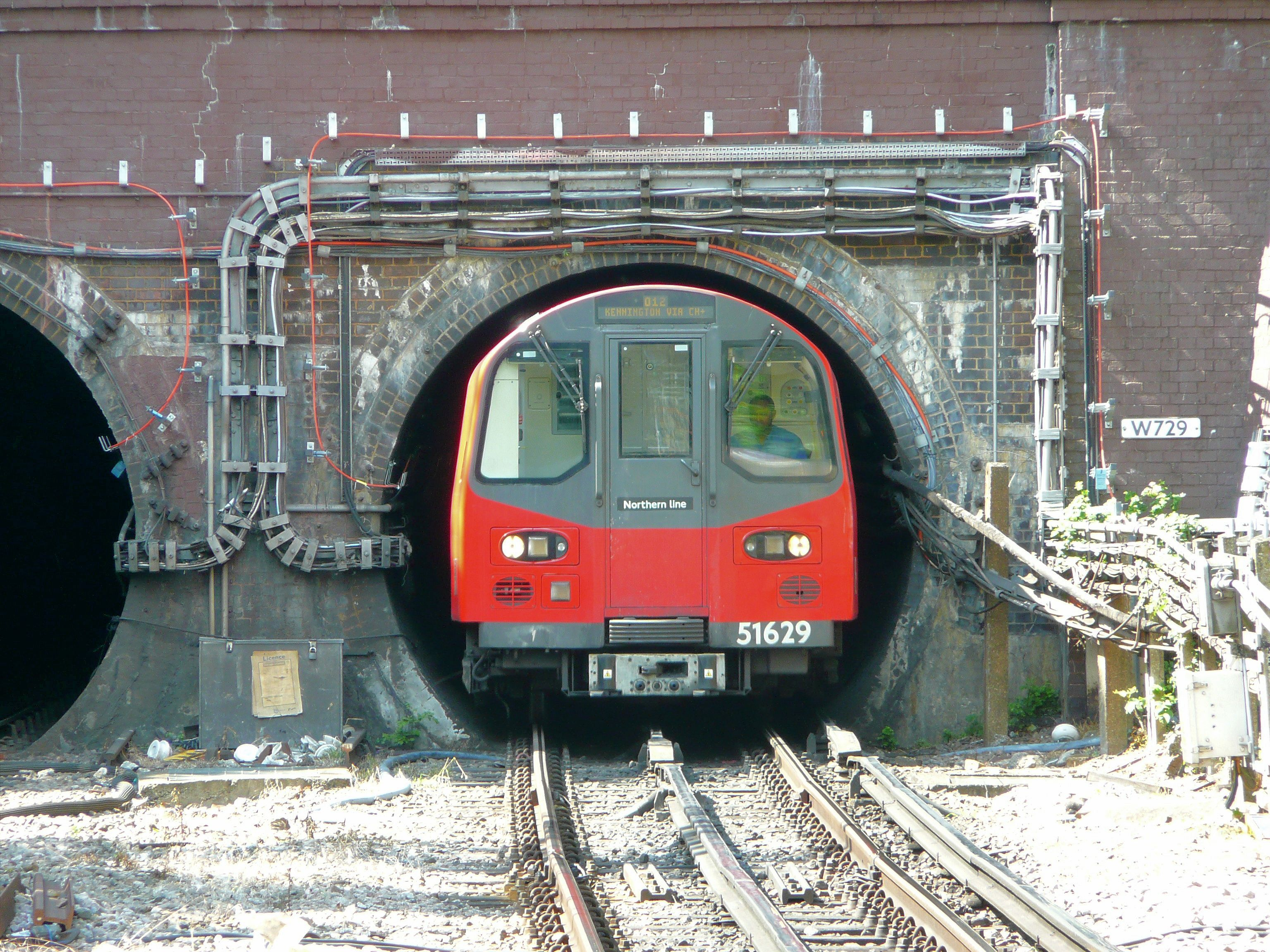
該隧道形象地顯示了倫敦地鐵稱為「管子」的原因。該列車位於北線（1995年型列車）。

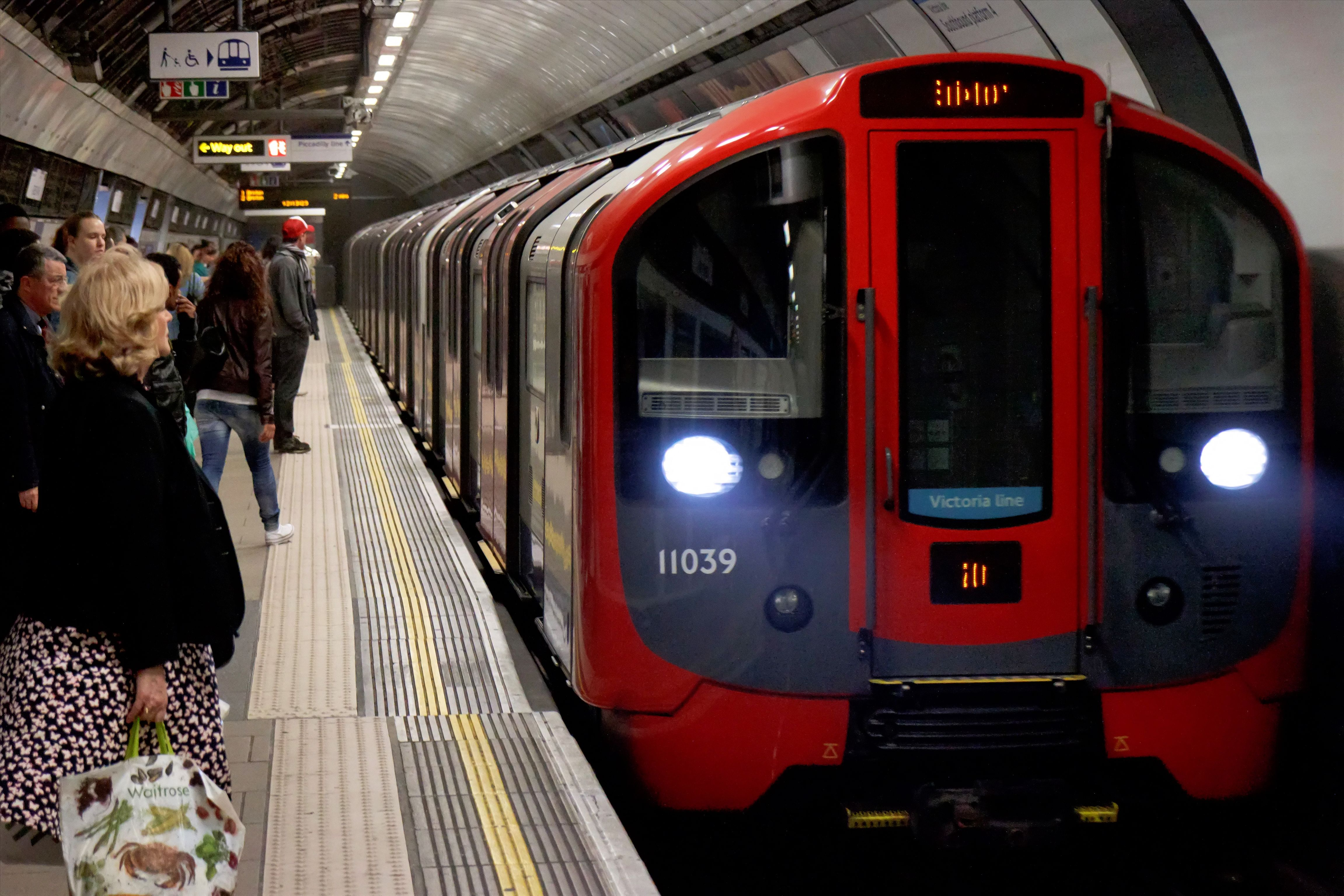
倫敦地鐵維多利亞線的2009年型列車。

倫敦地鐵或倫敦地下鐵（英語：London Underground）是英國英格蘭東南部的都市軌道運輸系統，服務範圍包括大倫敦、白金漢郡、埃塞克斯郡及赫特福德郡。倫敦地鐵是世界上最古老的地下鐵系統，起源於1863年1月10日通車的大都會鐵路，第一條運行地下電力牽引列車的路線則是1890年開通的城市及南倫敦鐵路（現為北線的一部分）。
該系統的第一條隧道採用明挖回填法建造，位於地下淺層位置。較後通車、位於更深層的隧道直徑更小、大致呈圓柱狀，因此倫敦地鐵在英語中別稱“The Tube”（管子），名稱來源於車輛在像管道一樣的圓形隧道行駛。虽然名为“地下铁”，伦敦地铁的地底運行路段只佔45%，倫敦市中心以外的路段大部分為地面或架空路段。
截至2022年初，倫敦地鐵線網總計11條路線，長402公里（其中160公里在地下），合共272座營運中車站，每日載客量平均高達323萬人。然而，地鐵並未涵蓋大倫敦南部的大部分地區；泰晤士河以南只有33個地鐵站。2023/24 年，鐵路客運量達11.81億人次。2003年起，倫敦地鐵成為倫敦運輸局一部份，該公司同時管理市內巴士（包括倫敦著名的紅色雙層巴士）及倫敦地上鐵系統。
早期的深層地鐵線路原本歸幾家私人公司所有，在20世紀初，各線被整合到倫敦地鐵品牌下，並最終於1933年與淺層線路和公交服務合併至倫敦交通（London Transport），受倫敦客運委員會管理。目前的營運商倫敦地鐵有限公司是負責倫敦交通網路的法定公司倫敦運輸局的全資子公司。截至2015年，倫敦地鐵 92% 的營運支出由客運票價支付。旅行卡車票於1983年推出，非接觸式票務系統蠔卡於2003年推出。非接觸式銀行卡支付於2014年推出，倫敦地鐵成為首個接受非接觸式銀行卡支付的英國公共運輸系統。
倫敦客運委員會委託設計了許多現代主義風格的新車站建築、海報和公共藝術品。2006年，哈利·貝克於1931年設計的倫敦地鐵路線圖被評為國家設計標誌。其他著名的倫敦地鐵品牌包括圓形標誌和莊士敦字體（由愛德華莊士敦於1916年創建）。
倫敦地鐵是國際地鐵聯盟成員。

## 歷史

### 建立

#### 首條地下鐵路（1863年—1905年）

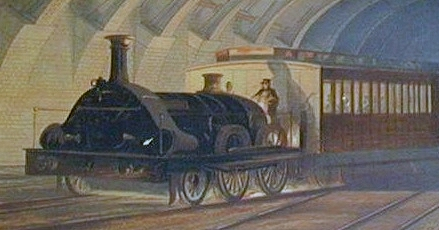
大都會鐵路於 1863 年開通，當時使用了大西部鐵路的寬軌機車。

19 世紀上半葉，倫敦發展迅速，每天乘火車通勤的人口不斷增加，導致交通擁堵，道路上擠滿了馬車、哈克尼車和馬拉公車。到了 1850 年，倫敦市中心四周已經有 7 個火車總站，包括南邊的倫敦橋、滑鐵盧站；東邊的主教門、芬喬奇街站；北邊的尤斯頓及國王十字；以及西邊的帕丁頓站），每日有高達20萬人由從四方八面步行至倫敦市。而建立一條連接倫敦市與這些車站的地下鐵路的概念在 1830 年代首次被提出。倫敦金融城的律師查爾斯·皮爾森是多個鐵路計劃的主要推動者，他持續推動於當時的倫敦市中心北緣建立地下鐵路，以連接帕丁頓、尤斯頓、國王十字等火車總站。 1854年，大都會鐵路公司獲批建造於帕丁頓至法靈頓之間建造地下鐵路，預計耗資100萬英鎊。由於泰恩-威爾市郊村落 Kibblesworth 的地質與倫敦相近，所以工程人員先在1855年於當地建造一條短的試驗隧道。該隧道之後曾被用作測試第一列地鐵列車達兩年之久，最終才在1861年被填滿。由於克里米亞戰爭爆發，大都會鐵路公司在籌集資金上出現困難，因此地鐵工程直到1860 年 3 月才得以展開。由帕丁頓至國王十字，鐵路隧道主要由明挖回填建成。經過國王十字站以東一段隧道後，軌道沿著已成涵洞的弗利特河以明塹形式通往史密斯菲爾德的新肉類市場 。這條長 6 公里的鐵路於 1863 年 1 月 10 日向公眾通車，使用蒸汽機車牽引木製車廂，列車於帕丁頓站）和臨時的法靈頓街站（今法靈頓站西北）間運行。這條鐵路是世界上首條市內載客地下鐵路，並被認為取得成功，首發當天共搭載 38,000 名乘客，也借用了其他鐵路公司的列車來增加班次，列車每十分鐘一班。通車後頭12個月，地鐵客運量就已達 950 萬人次；第13至24個月，客運量更增加至 1,200 萬人次。
大都會鐵路的早期成功促使 1863 年英國國會收到大量在倫敦建造多條新鐵路的申請，其中許多申請的路線都頗類似。英國上議院成立了一個專責委員會，該會建議建造一條「內部鐵路環線，該環線應與大都會內幾乎所有主要鐵路終點站相鄰（即使不真正連接）」。延長大都會鐵路的提議獲採納，委員會同意成立一家新公司，即大都會區域鐵路（通常稱為區域鐵路），以完成該線路。最初，區域鐵路和大都會鐵路公司聯繫緊密，並曾計劃將它們合併。大都會鐵路的主席和其他三位董事都是區域鐵路的董事會成員，約翰·福勒 (John Fowler)是這兩家公司的工程師。擴建工程以單一合約的形式批出，大都會鐵路最初負責營運所有列車服務。高昂的建造成本令區域鐵路公司苦苦掙扎，高額債務意味著合併對大都會鐵路公司來說不再吸引，大都會鐵路的董事們辭去了區域鐵路董事會的職務。為了改善財務狀況，區域鐵路終止了營運協議並開始營運自己的列車。兩公司間的衝突以及建設費用使內環延遲完工。1879 年，大都會鐵路試圖通過東倫敦鐵路讓自己的列車駛入東南鐵路；英國國會通過了一項法案，讓內環完成並連結至東倫敦鐵路。1884年 9 月 17日舉行正式通車典禮及試運行後，環線於1884 年 10 月 6 日正式通車。
大都會鐵路開通後不久便開始延伸，於 1864 年與大西部鐵路一起延伸至漢墨斯密，並於1877年通過倫敦及西南鐵路的軌道延伸至列治文。由貝克街站向北分歧至瑞士屋的單線支線大都會及聖約翰伍德線，則隨著該線向西北延伸至米德爾塞克斯而成為大都會鐵路最重要的鐵路線，該線亦同時使沿線發展成倫敦的郊區。1880 年，鐵路抵達哈羅，該年大都會鐵路共運載四千萬名乘客。最終鐵路於1892年延伸至白金漢郡的弗尼樞紐（Verney Junction，距離貝克街和倫敦市中心超過 80 公里）。從 19 世紀末開始，這條鐵路與馬里波恩出發的大中央鐵路共用軌道。
1871 年，當區域鐵路開始自己營運列車時，鐵路已延伸至西布朗普頓，東端總站則在市長官邸。隨後區域鐵路從伯爵宮延伸到漢墨斯密，服務範圍也涵蓋了列治文、伊靈、豪恩斯洛和溫布頓。作為 1884 年 10 月竣工的環線計畫的一部分，區域鐵路開始為白教堂提供服務。倫敦地鐵路網擴展後，到 1898 年，每天有 550 班列車運作。在倫敦、提伯利和紹森德鐵路線建成後，區域鐵路於 1902 年開通了前往上敏斯特的列車。

### 地下電氣鐵路年代（1900年—1908年）

#### 深層地鐵線
早期的淺層路線均使用蒸汽火車，隧道需要頂部通風良好，既淺又大。隨後電氣化鐵路及盾構工法日漸成熟，使新隧道可以比原本隧道建得更深更窄。首條電力運行的深層地鐵隧道－城市及南倫敦鐵路（今北線一部份）於1890年建成。
1886年，城市及南倫敦鐵路公司開始在威廉王街（靠近今天的紀念碑站）和斯托克韋爾之間挖掘兩條直徑為 3.10 公尺的圓形隧道，位於道路之下，以避免需要與地面業主達成協議。該鐵路全長 5.1 公里，並於 1890 年開通，使用電力機車牽引帶有小型不透明窗戶的車廂，這種車廂被稱為“軟墊病室”。滑鐵盧及城市鐵路於1898年開通，隨後1900年中央倫敦鐵路也開通，被稱為「兩便士地鐵」。這兩條線路的圓形隧道直徑在 3.56 米到 3.72 米之間，用於運行電動火車。而 1904 年開通的大北方及城市鐵路，其修建目的是將主線火車得以從芬斯伯里公園駛至位於倫敦市的沼澤門站（即今日之北城市線）。
與此同時，由於高溫和污染，乘客在乘搭地鐵旅途中暈倒的事件屢見不鮮，因此人們呼籲透過種植園林植物來淨化空氣。大都會鐵路公司甚至鼓勵員工留鬍鬚，作為空氣濾網。還有其他報導聲稱搭乘地鐵有很多好處，包括將大波特蘭街稱為「氣喘和支氣管疾病患者的療養所」、鐵路隧道的酸性氣體可以治癒扁桃體炎、兩便士地鐵可以治癒厭食症等。

#### 淺層路線電氣化

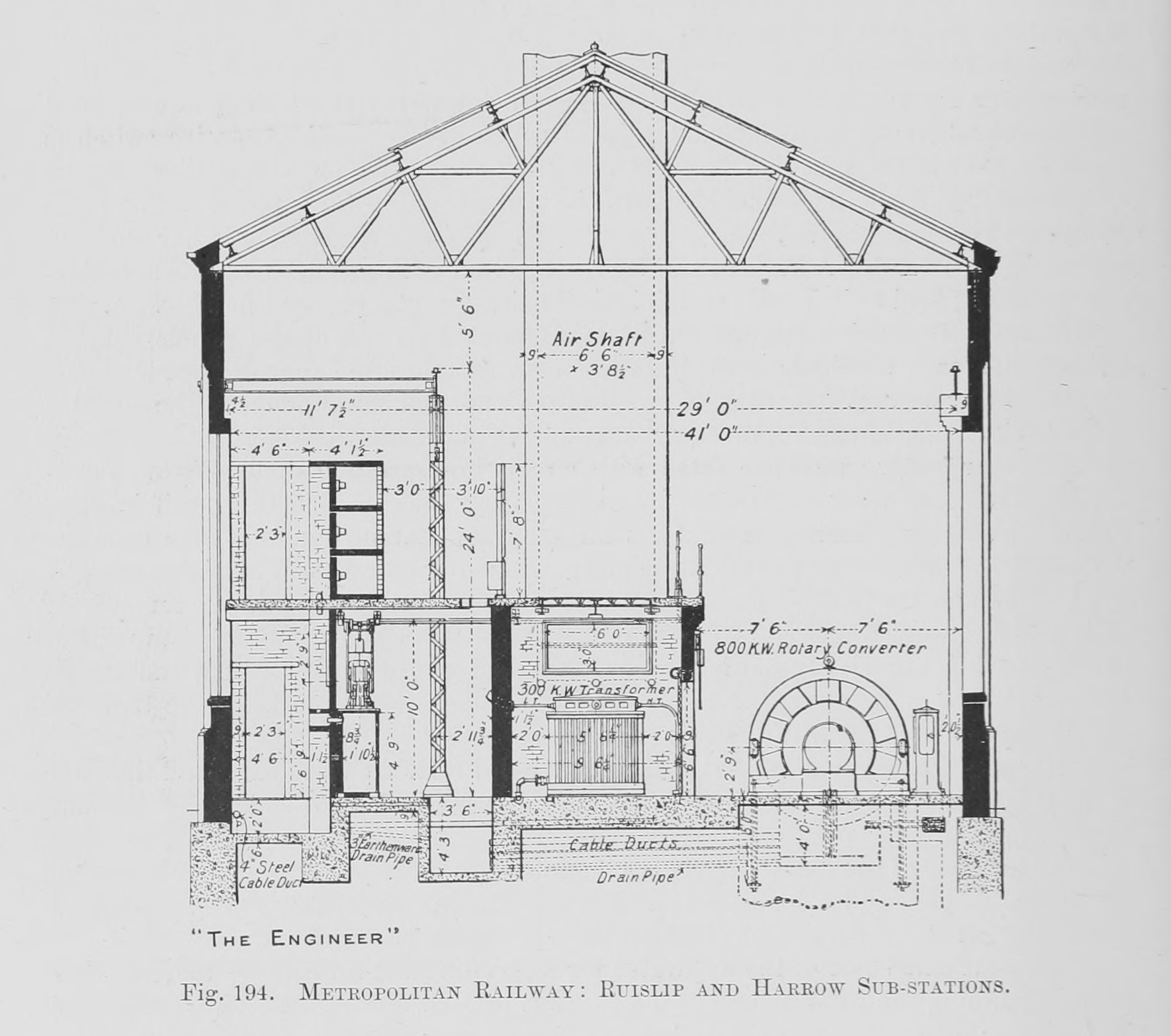
1907 年大都會鐵路電氣化工程中的萊斯里普和哈羅變電站設計圖

在區域鐵路和大都會鐵路上，蒸汽機車的使用導致車站和車廂煙霧瀰漫，不受乘客歡迎。隨著電氣化地鐵成功運行、來自路面電車的競爭逐漸激烈，兩間鐵路公司均視電氣化為未來的發展方向。由於電力牽引技術在當時仍屬起步階段，內環線又屬兩間公司共有，因此兩間公司需要為鐵路電氣化工程達成協議。電力系統公開招標後，歐洲和美國最大的公司都申請贏得該合約。然而，當倫敦地鐵的專家將岡茨公司的設計與其他大型歐美競爭對手的設計進行比較時，他們發現岡茨公司最新型的交流電牽引技術更加可靠、更便宜，並將其技術視為「電氣鐵路牽引的革命」。1901年，兩間公司的聯合委員會建議採用設立高架電車線的岡茨三相交流電系統。最初，雙方都接受了這個方案，直到區域鐵路找到了一位投資者——美國人查爾斯·耶基斯來資助升級工程。耶基斯籌集了 100 萬英鎊（根據通貨膨脹率調整後為 1.37 億英鎊），並很快控制了區域鐵路。他在美國的經驗使他青睞類似城市及南倫敦鐵路和中央倫敦鐵路所使用的傳統直流電系統。大都會鐵路公司對計劃的改變提出了抗議，但經過貿易局的仲裁後，最終採用了直流電系統。
大都會鐵路公司對從哈羅至鄂克斯橋的新線路以及通往貝克街（連接內環線）的路線進行了電氣化 ，並使用550-600伏特的獨立正負導電軌。區域鐵路亦開始將當時尚未通車的阿克頓鎮至南哈羅站一段鐵路電氣化，並使用該段鐵路測試電氣化列車及進行司機訓練。1905 年 1 月，大都會鐵路開始使用電力動車組，到 3 月，貝克街和哈羅之間的所有本地服務都實現了電力化。 1905年6月，區域鐵路開始在豪恩斯洛和南阿克頓之間提供電氣化列車服務。1905年7月，區域鐵路開始於伊靈至白教堂間營運電氣列車。同月，大都會鐵路和區域鐵路在同一天於內環引入了電氣列車，直到當天晚些時候，才發現大都會鐵路列車的鞋式集電裝置安裝方式與區域鐵路軌道不相容。大都會列車從區域線撤出，並進行改裝，於 9 月再在環線上營運，使環線全面提供電氣化列車服務。同月，在取消未電氣化的東倫敦鐵路和東漢姆以東地區的服務後，區域鐵路在所有剩餘線路上營運電氣化列車。大倫敦鐵路公司對帕丁頓和漢默史密斯之間的線路以及拉蒂默路到肯辛頓（艾迪生路）的支線進行了電氣化。1906年11月，透過使用兩間公司共同擁有的機車車輛，該線開始提供電氣化列車服務。大都會鐵路亦暫停於東倫敦鐵路營運列車，列車改以區域鐵路的白教堂站為總站。哈羅以北的大都會鐵路尚未電氣化，因此列車服務由貝克街的電力機車牽引，途中換成蒸汽機車。

### 融合（1902年—1933年）

#### 倫敦地下電氣鐵路公司

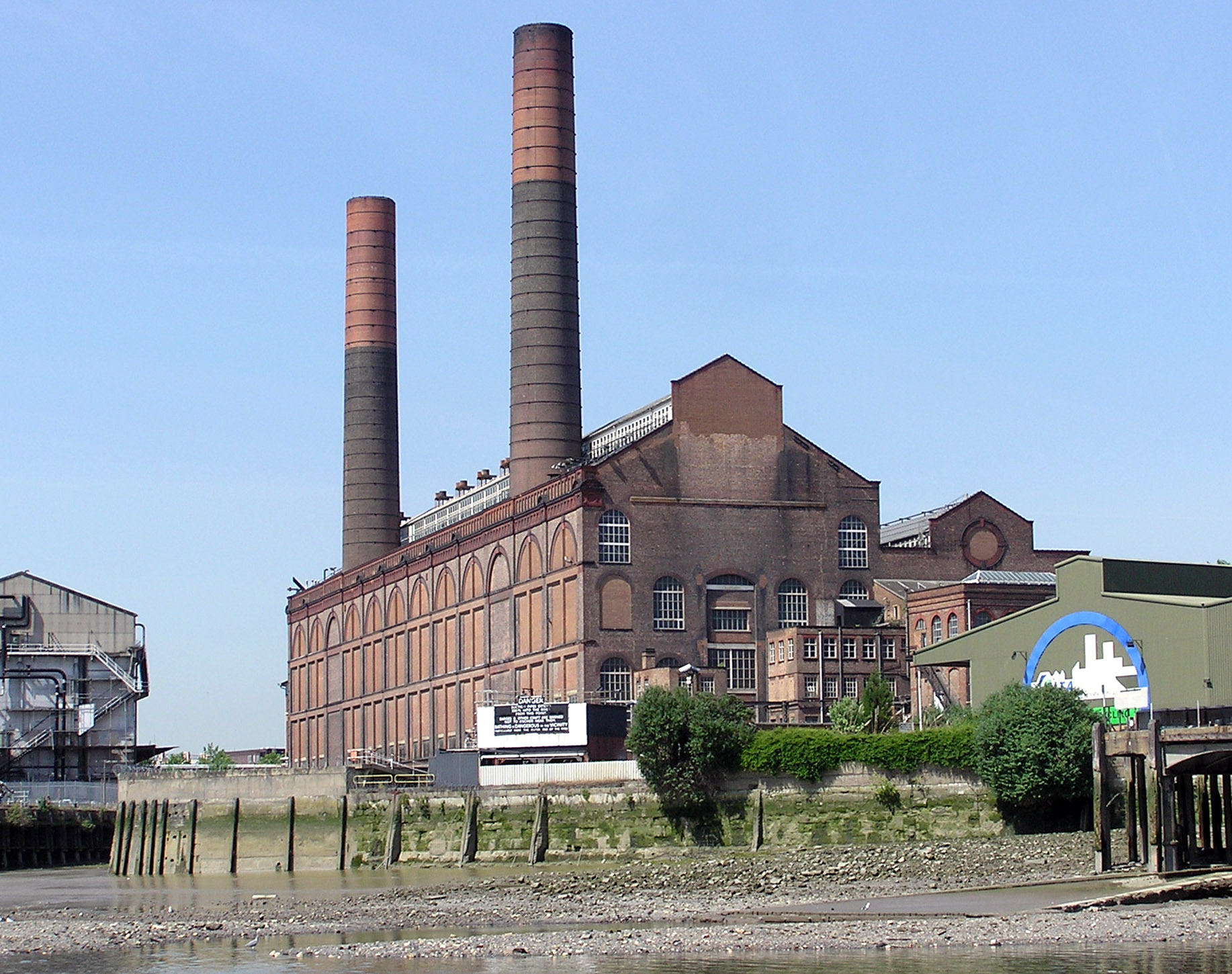
從泰晤士河望向洛茨路發電站（攝於2005年）

查令十字、尤斯頓及漢普斯特德鐵路公司於1893年獲英國國會批准興建查令十字至漢普斯特德、高門的一段鐵路（以下簡稱漢普斯特德鐵路），但是一直無法籌得足夠資金以開展建設工程。1900年9月28日，以美國人查爾斯·耶基斯為主的美國財團以十萬英鎊買下該公司，獲得了建造上述鐵路的權利。耶基斯亦獲批建造由康登鎮至格德斯綠地的支線。與此同時，英國國會亦批准貝克街及滑鐵盧鐵路（已於1898年動工）兩端分別延伸至帕丁頓及象堡，但該鐵路工程於1901年因為投資者破產而停工。耶基斯於1902年購得該鐵路公司。區域鐵路公司原本已獲准於伯爵宮至市長官邸建造深層地鐵隧道，並於1898年購入布朗普頓及皮卡迪利圓環鐵路公司後，獲得於南肯辛頓至皮卡迪利圓環興建地鐵的權利。耶基斯於1902年6月8日取得區域鐵路公司的控制權後，將上述兩段獲批的待建鐵路與大北方及河岸街鐵路（同樣獲批、待建）合併為一條鐵路：大北方、皮卡迪利及布朗普頓鐵路。耶基斯於1902年4月成立倫敦地下電氣鐵路公司，為區域鐵路電氣化、三條新鐵路的興建工程籌集資金。

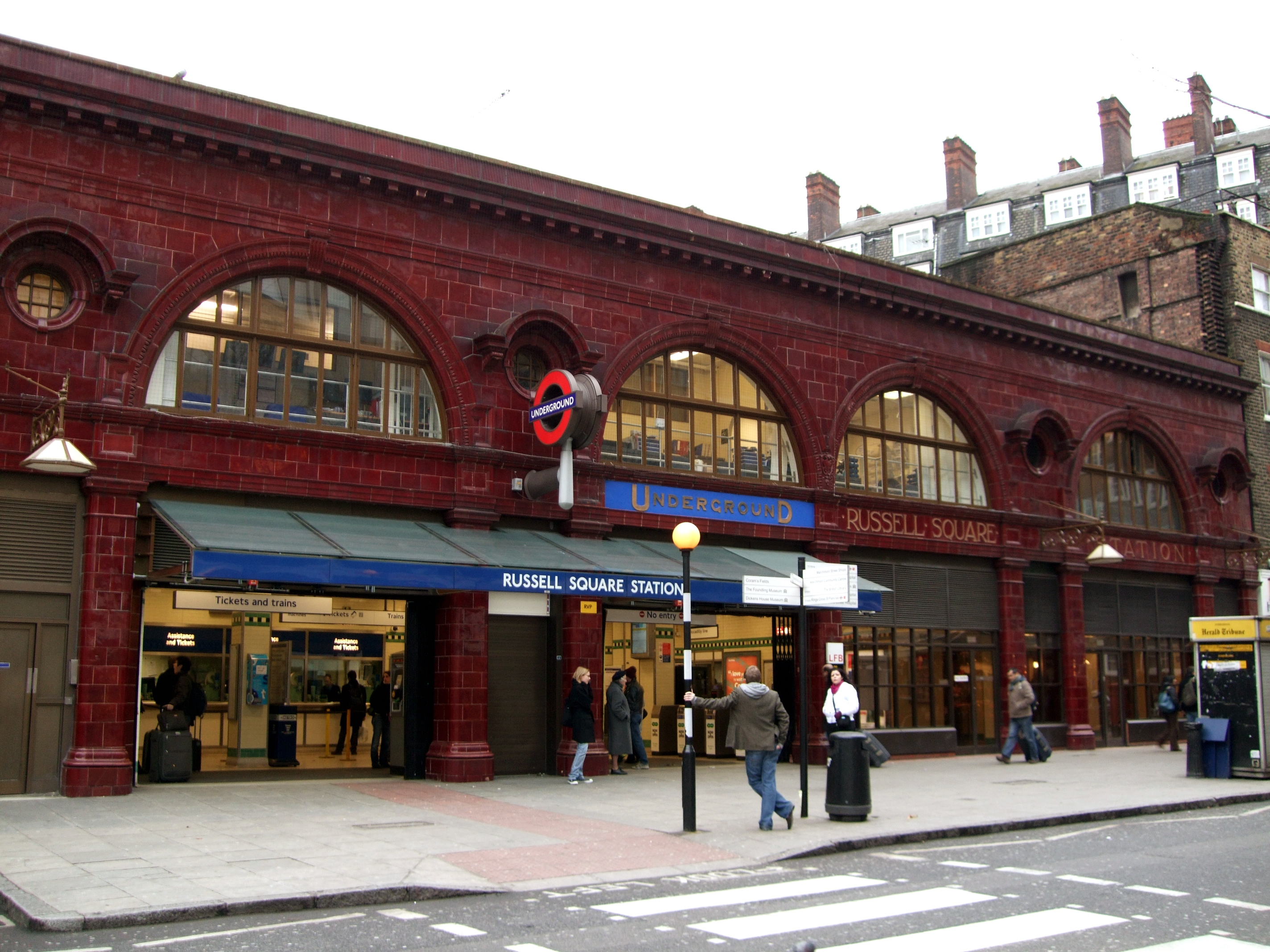
羅素廣場站：其中一個採用萊斯利·格林 (Leslie Green) 設計的前倫敦地下電氣鐵路公司車站

倫敦地下電氣鐵路公司於 1902 年開始於切爾西溪旁的洛茨路（Lots Road）建造一座大型發電站，為該區和正在建造的地下線路提供電力。發電站於 1905 年 2 月開始發電。這三條線路都購買了類似的電力動車組，被稱為“閘式列車”，因為乘客需要通過兩端由門衛操作的柵閘進入車廂。和區域鐵路一樣，軌道也配備了獨立的正極和負極導電軌，這後來成為了倫敦地鐵的標準。部分新車站的地面建築是由萊斯利·格林設計，外牆為深紅色釉磚，140 部從美國奧的斯電梯公司進口的電梯亦陸續於各站安裝。貝克街和滑鐵盧鐵路於 1906 年 3 月開通貝克街至肯寧頓路（現蘭貝斯北站）段，並於翌年延伸至埃奇韋爾路。 1906 年 7 月，它被命名為“貝克盧”線，《鐵道雜誌》稱這是一個有失體面的“下流名稱”。1906 年 12 月，大北方、皮卡迪利和布朗普頓鐵路芬斯伯里公園至漢墨斯密段通車，奧德維奇支線於隔年開通。「移動樓梯」或自動扶梯最先安裝在伯爵宮淺、深層鐵路月台之間，並於 1912 年以後安裝在其他所有深層地鐵站。最後一條開通的線路是於1907年通車的漢普斯特德鐵路，該鐵路以查令十字為南端起點，於康登鎮分成兩個分支，並分別以格德斯綠地及高門為北端總站。

#### 倫敦地鐵

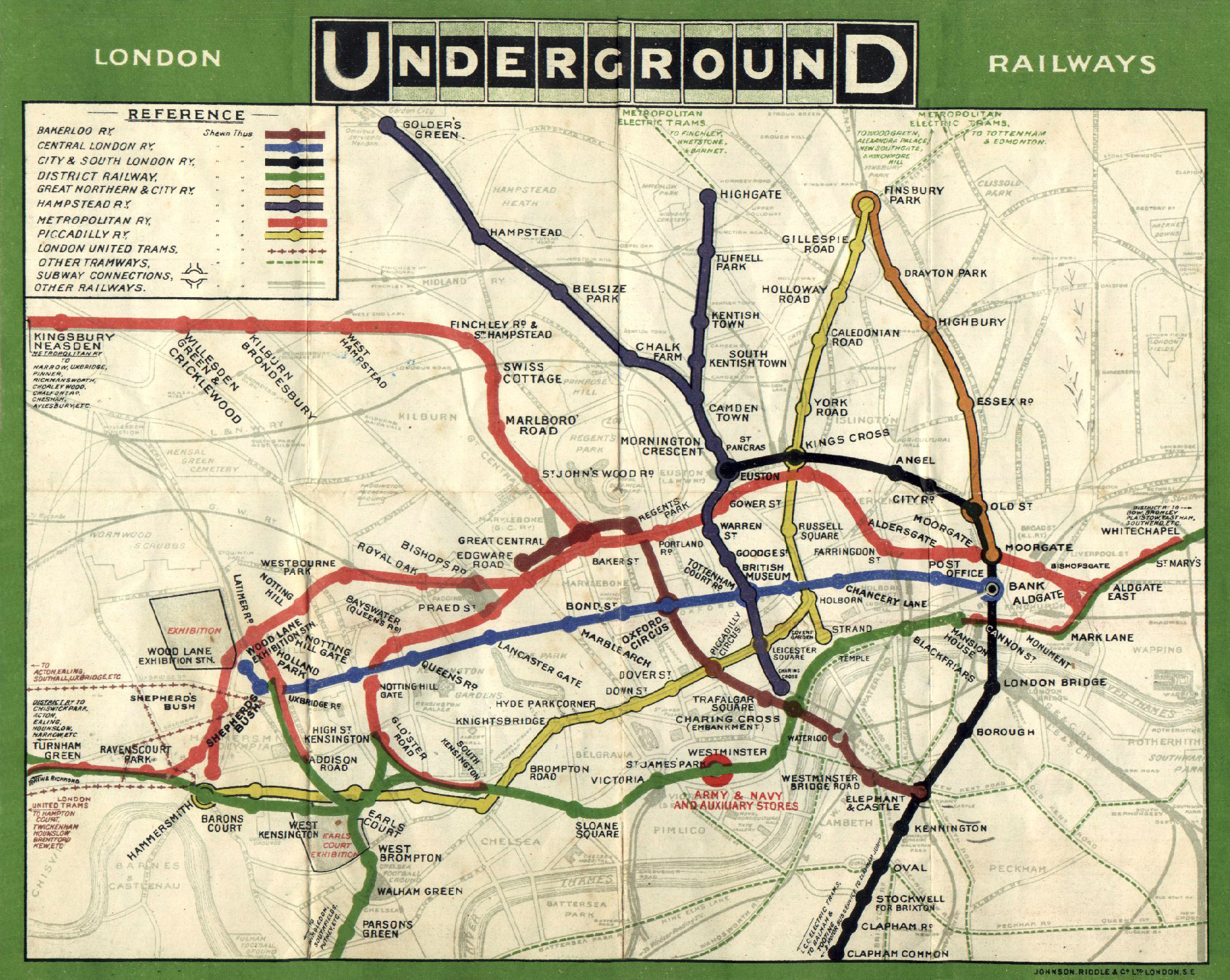
1908年出版的聯合 UNDERGROUND 地圖。其中大都會鐵路的路線被標示為紅色

為了促進倫敦地鐵的出行，各鐵路公司達成了一項聯合行銷協議，其中包括地圖、聯合宣傳和聯票。倫敦市中心的車站外均統一使用UNDERGROUND標誌。1912 年，倫敦地下電氣鐵路公司收購了倫敦通用巴士公司。該公司是倫敦主要的巴士營運商，其高營利能力（倫敦通用巴士公司每年派息達 18% ，而倫敦地下電氣鐵路公司屬下的地下鐵路公司僅 1-3% ）足以補貼集團其他子公司。此外，倫敦地下電氣鐵路公司亦收購了多間有軌電車公司的股份。1913年，城市及南倫敦鐵路、中央倫敦鐵路公司也加入了該公司。同年，北城市線被大都會鐵路接管。1911 年，中央倫敦鐵路公司與大都會鐵路公司進行總經理級會議後，由於前者沒有根據會議結果，就將其季票價格設定為遠低於後者的競爭路線，大都會鐵路公司退出兩公司間的總經理會議。大都會地鐵集團拒絕了與倫敦地下電氣鐵路公司合併的建議，並在 1912 年 11 月的新聞稿中指出了該集團在倫敦以外地區的利益、與主要鐵路線的關係以及其貨運業務。倫敦地下電氣鐵路公司推出了帶有紅色圓盤和藍色條的車站名稱牌，而大都會鐵路則以紅色菱形上帶有藍色條的車站名稱牌作為回應。
1913 年，貝克盧線延伸至帕丁頓，隔年，漢普斯特德鐵路從查令十字終點站向南延伸至擴建的換乘站（現稱為堤岸站），與貝克盧線和區域線換乘。1914年7月第一次世界大戰爆發，推遲了貝克盧線及中央線的延伸工程。貝克盧線於1915年由基爾伯恩公園向北延伸至女王公園，與倫敦西北鐵路公司從尤斯頓至沃特福德交匯的新電氣化線路連接。貝克盧線隨後於1917年進一步北延至沃特福德。1915 年，倫敦第一次遭遇空襲，人們將地鐵站當作臨時防空洞。於1913年動工、中央線西延至伊靈的工程則在1920年完工。
一戰結束後，各鐵路公司均購買了新列車，運行於大都會線、區域線、貝克盧線和皮卡迪利線，而皮卡迪利線列車亦配有氣動門。 1920 年代，政府為促進就業的資本項目提供財政擔保，城市及南倫敦、漢普斯特德鐵路借此進行了大規模延伸。城市及南倫敦鐵路的隧道被重建，使其直徑與其他鐵路管道相同，然後向北從尤斯頓延伸至康登鎮與漢普斯特德鐵路交匯、向南延伸至莫登。漢普斯特德鐵路向北從格德斯綠地延伸至埃奇韋爾，向南延伸至肯寧頓以匯入城市和南倫敦鐵路，兩延伸段於 1926 年開通。城市及南倫敦、漢普斯特德鐵路合併後最初被稱為埃奇韋爾、高門和莫登線，以及莫登-埃奇韋爾線，直到1937年最終改名為北線。此外，在1920年代，除了中央線列車（該些列車則被翻新）外，原來的地鐵車廂被1,460輛配有氣動門的標準車廂所取代。繁忙的倫敦市中心車站進行了現代化改造，並以自動扶梯取代了電梯。
與倫敦地區的其他鐵路公司不同，大都會鐵路公司能夠開發土地用於建造住宅。第一次世界大戰後，他們以「Metro-land」品牌推廣鐵路附近的住宅，並在大都會鐵路沿線車站附近建造了九個屋苑。 利用財政部的擔保，大都會鐵路的電氣化區間從哈羅向北延伸至里克曼斯沃斯，並於 1925 年開通了一條從里克曼斯沃斯到沃特福德的短支線。
在政府財政擔保下，皮卡迪利線和大都會線於 1930 年代初得到延伸。大都會線於 1932 年 12 月 10 日開通了從溫布利公園到史丹摩的支線，皮卡迪利線則於1932-33年從芬斯伯里公園向北逐步延伸至卡克福斯特斯。一些車站以受查爾斯·霍爾頓影響或設計的現代主義風格重建，霍爾頓稱它們為“帶有混凝土蓋子的磚盒子”。1932年，原屬區域線的南哈羅支線改由皮卡迪利線列車服務，並於隔年西延至鄂克斯橋。1933年，區域線的豪恩斯洛支線開始提供皮卡迪利線列車服務，而該支線的區域線列車服務則一直持續到1964年。

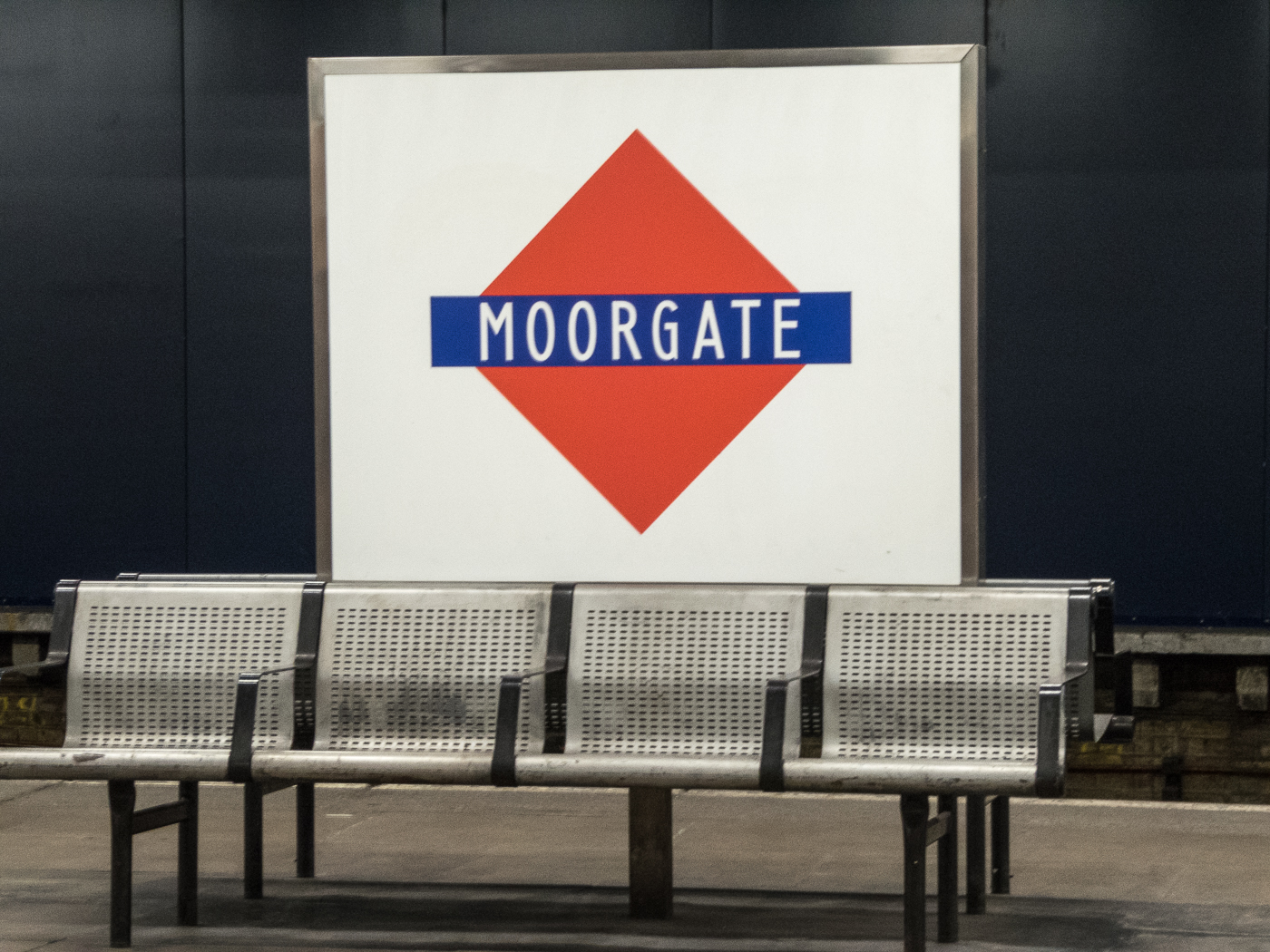
於大都會鐵路150週年紀念時，依大都會鐵路公司站牌設計仿製而成的沼澤門站站牌
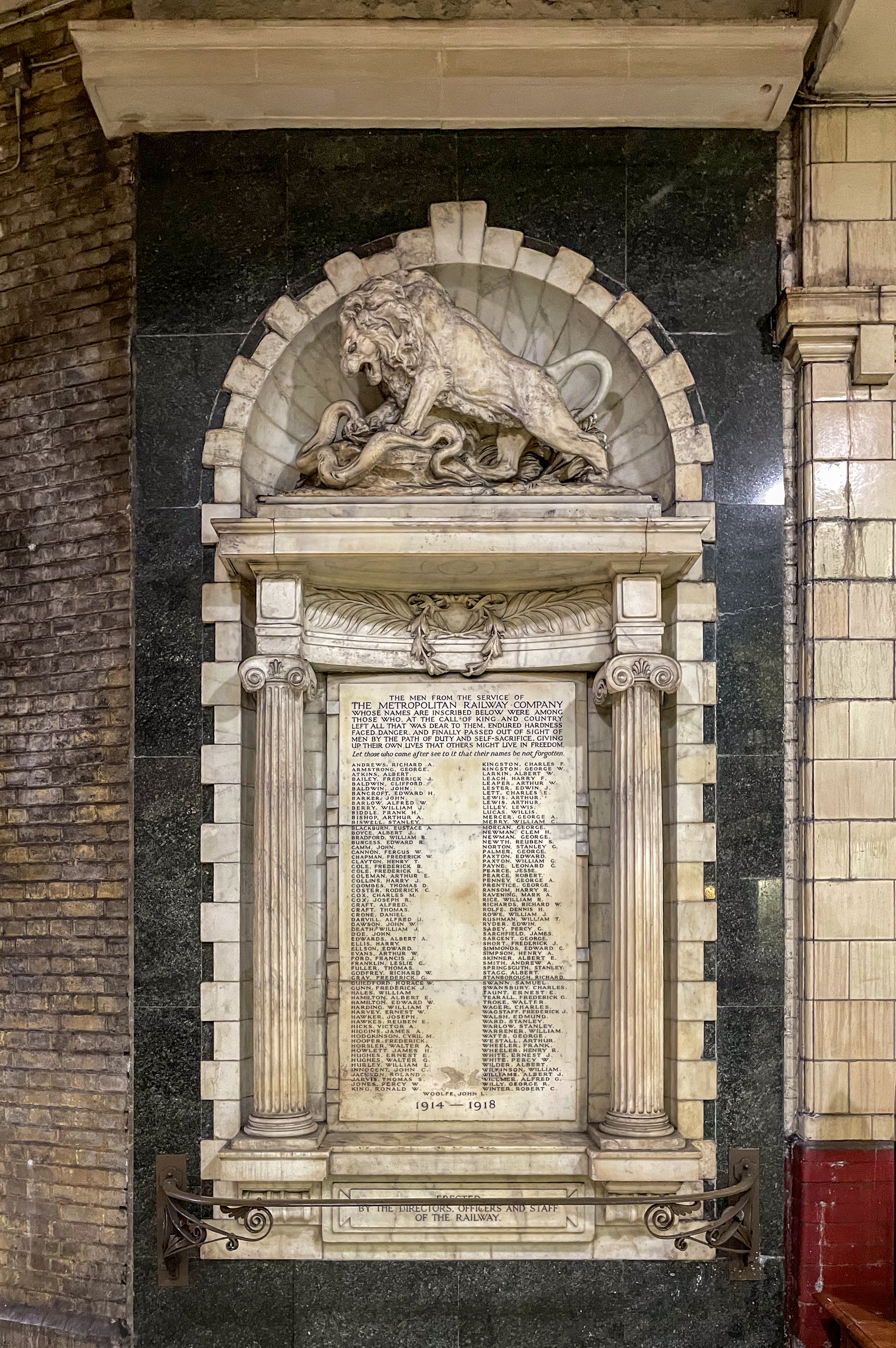
大都會鐵路公司於貝克街站設立的一戰紀念碑
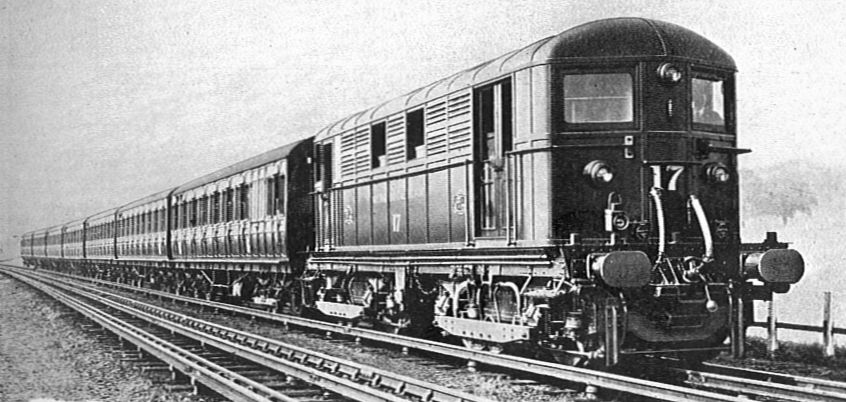
1920年代的大都會鐵路電氣列車
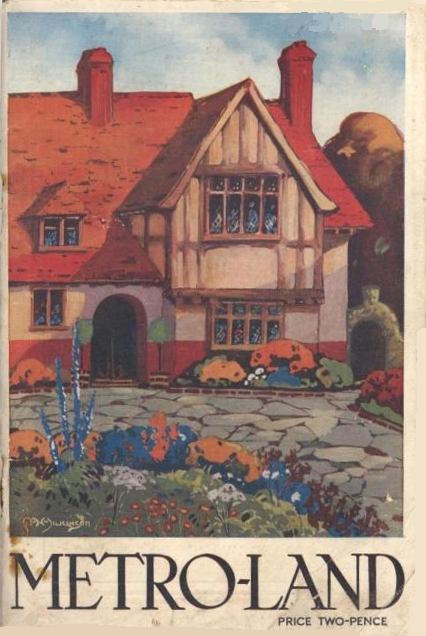
1921年出版的「Metro-land」住宅簡介書封面

### 倫敦客運委員會年代（1933年—48年）
1933年，倫敦大部分地鐵（滑鐵盧及城市鐵路除外）、所有路面電車和巴士服務合併成立倫敦客運委員會，使用倫敦交通品牌。當時，滑鐵盧及城市鐵路仍歸南部鐵路公司所有。倫敦客運運輸委員會成立的同一年，哈利·貝克的倫敦地鐵路線圖首次面世。
隨後幾年，位於白金漢郡、前屬大都會鐵路的外圍線路相繼關閉：布里爾有軌電車（Brill Tramway）於1935年關閉、大都會線庫昆頓路（Quainton Road）到弗尼樞紐段於1936年關閉。另外，倫敦客運委員會公佈了 1935-40 新工程規劃。然而，第二次世界大戰爆發迫使該計劃的剩餘部分暫緩實施，而剩餘部分在戰後最終沒有全數實踐。新規劃包括下列線路的延伸及重整：
| 貝克盧線 | 最終結果 |
| --- | --- |
| 新建從貝克街到芬奇利路的隧道，使之形成支線； 並在芬奇利路先後與大都會線重新調整後的溫布利公園慢車軌道和史丹摩支線相連，並接管該些軌道 （以減少列車經過大都會線貝克街至芬奇利路間的一段樽頸） | 工程於 1939 年完成 |
| 於芬奇利路和貝克街之間新設聖約翰伍德和瑞士屋站，以取代大都會線上三個已關閉的車站 | 兩站於 1939 年完工啟用 |
| 北線（北部高地計畫） | 最終結果 |
| 將大都會線的大北方及城市支線（即北城市線）轉至北線運營 | 北城市線維持獨立營運，直至 1975 年轉交英國鐵路營運                                                                             |
| 在芬斯伯里公園連接北城市線與通往埃奇韋爾、高巴尼特和亞歷山德拉宮的前倫敦及東北鐵路各支線 | 擱置實施，英國鐵路後於 1954 年終止亞歷山德拉宮支線的客運業務                                                                   |
| 建造從拱門（時稱高門）到高門和東芬奇利的新隧道，以連接埃奇韋爾和高巴尼特支線 | 埃奇韋爾支線磨坊山東以西路段擱置興建，其餘路段於1940-41年完工通車                                                              |
| 從埃奇韋爾延伸至布希荒原 (Bushey Heath) | 擱置實施 |
| 大都會線（其規劃大部分繼承自大都會鐵路公司） | 最終結果 |
| 電氣化區間自延伸至艾爾斯伯里及切舍姆 | 從里克曼斯沃斯到阿默舍姆和切舍姆的電氣化工程於 1960 年 9 月 12 日完工 阿默舍姆至艾爾斯伯里段放棄電氣化，並於1961年結束地鐵業務 |
| 哈羅至里克曼斯沃斯段複線化 | 複線化路段縮短成哈羅至沼澤公園站以北，相關工程於1961年完成                                                                     |
| 於里克曼斯沃斯至艾爾斯伯里段安裝彩色燈光訊號，並為此段線路上的車站擴建月台 | 里克曼斯沃斯以北線路的信號系統更新工程於 1959 年完成。                                                                         |
| 中央線 | 最終結果 |
| 重新鋪設隧道並延長牧者叢至利物浦街沿途各站的月台，以提高速度並允許更長的火車停靠 | 相關工程於 1938 年完成 |
| 從北阿克頓西延至登納姆（Denham），連接並接管前大西部鐵路的郊區線路 | 中央線於1948年西延至西萊斯利普 西萊斯利普至登納姆段被擱置，前大西部鐵路的郊區線路由英國鐵路營運                                |
| 從利物浦街東延至斯特拉福德； 並於斯特拉福德連接並接管前倫敦及東北鐵路公司通往埃平、翁格爾和海諾特                                                                                            | 工程於1948-49年逐步完成 |

此外，新計劃亦包括以地鐵正常的第四軌系統取代中央線的非標準軌道電源設計、建造新列車供中央線及北線延伸段使用、改善洛茲路發電站的供電系統、以及重建位於繁忙市區的車站等。
1940年9月7日至1941年5月11日，德國空軍發動倫敦大轟炸，當時許多地鐵站被用作防空洞。然而，它們並非總是安全； 1941 年 1 月 11 日，一枚炸彈襲擊了銀行站的售票大廳，造成 111 人死亡，其中許多人當時正在通道和月台上睡覺。1943 年 3 月 3 日，空襲警報器測試以及新型防空火箭的發射，導致試圖在貝思納爾綠地站避難的人們產生推擠事故。該事故總共有 173 人死亡，其中包括 62 名兒童，是第二次世界大戰期間英國最嚴重的平民災難，也是倫敦地鐵網路單一事故中傷亡最多的一次。
在大轟炸中，西倫敦線於1940年被炸毀，大都會線自此結束該線的客運業務。戰後，區域線於1946年開通伯爵宮至肯辛頓（奧林匹亞）站的穿梭列車服務。二戰後，由於資金短缺，原本撥給北部高地計劃的資金改為用於中央線延伸工程，因此中央線向東西兩端延伸的工程得以重新展開。中央線於1948年西延至西萊斯里普、東延至海諾特。由於倫敦綠帶圈的成立，中央線西萊斯里普至登納姆段、北線埃奇韋爾至布希荒原段被擱置興建。

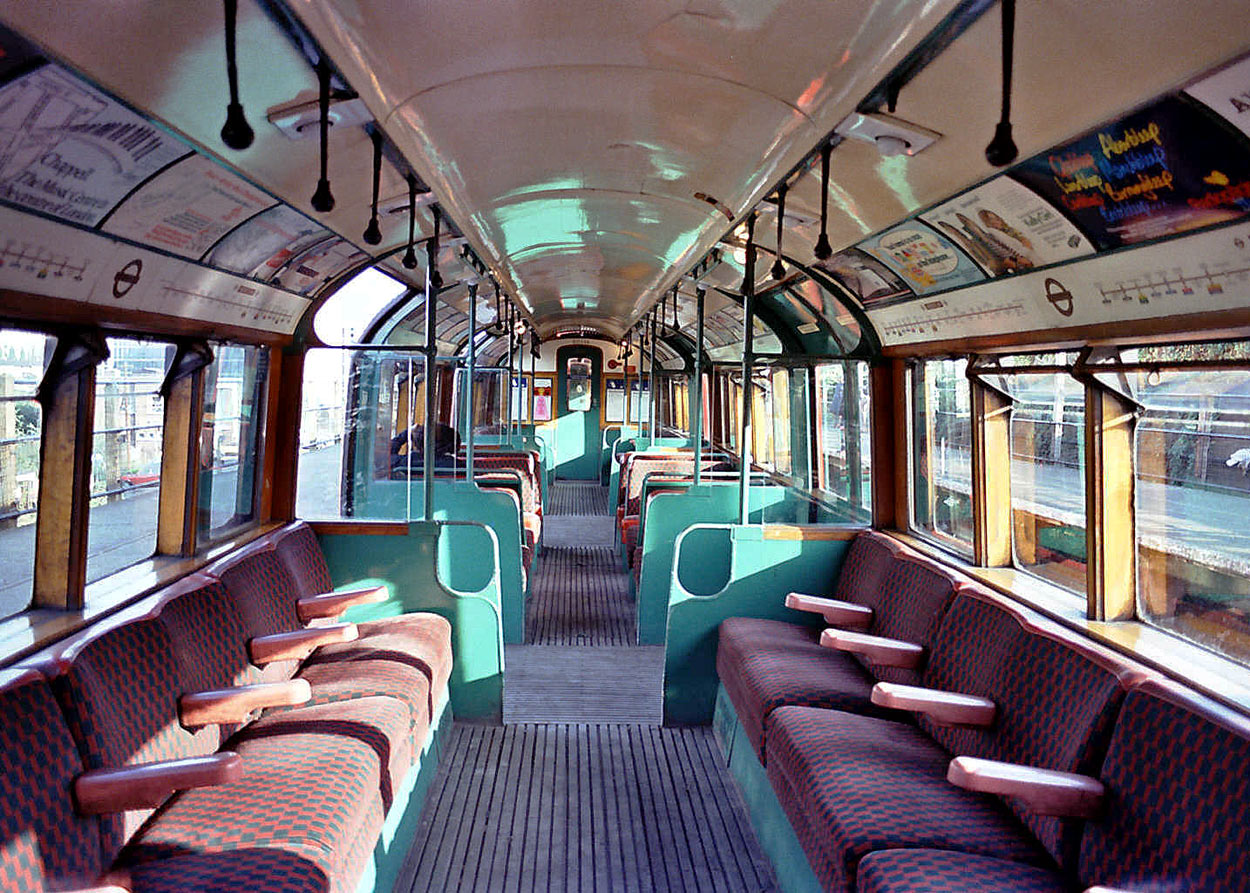
倫敦地鐵1938型列車，為1935-40 新工程規劃的產物。此車型曾於1938至1988年間在貝克盧線、北線、皮卡迪利線、東倫敦線、中央線及北城市線服務
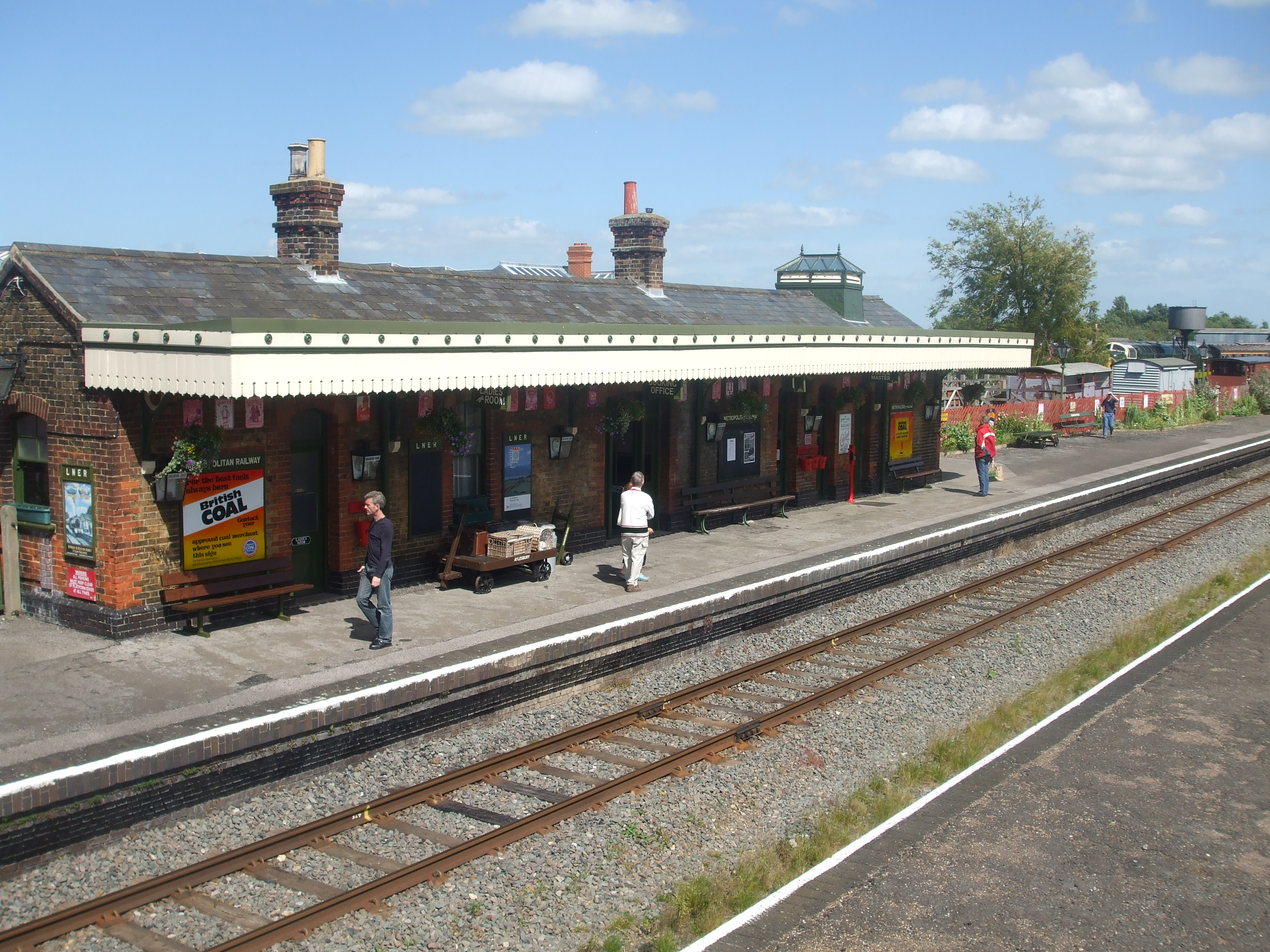
曾屬大都會線的昆頓路站於1936年結束地鐵服務、1963年結束國鐵服務，但車站及軌道仍保留至今
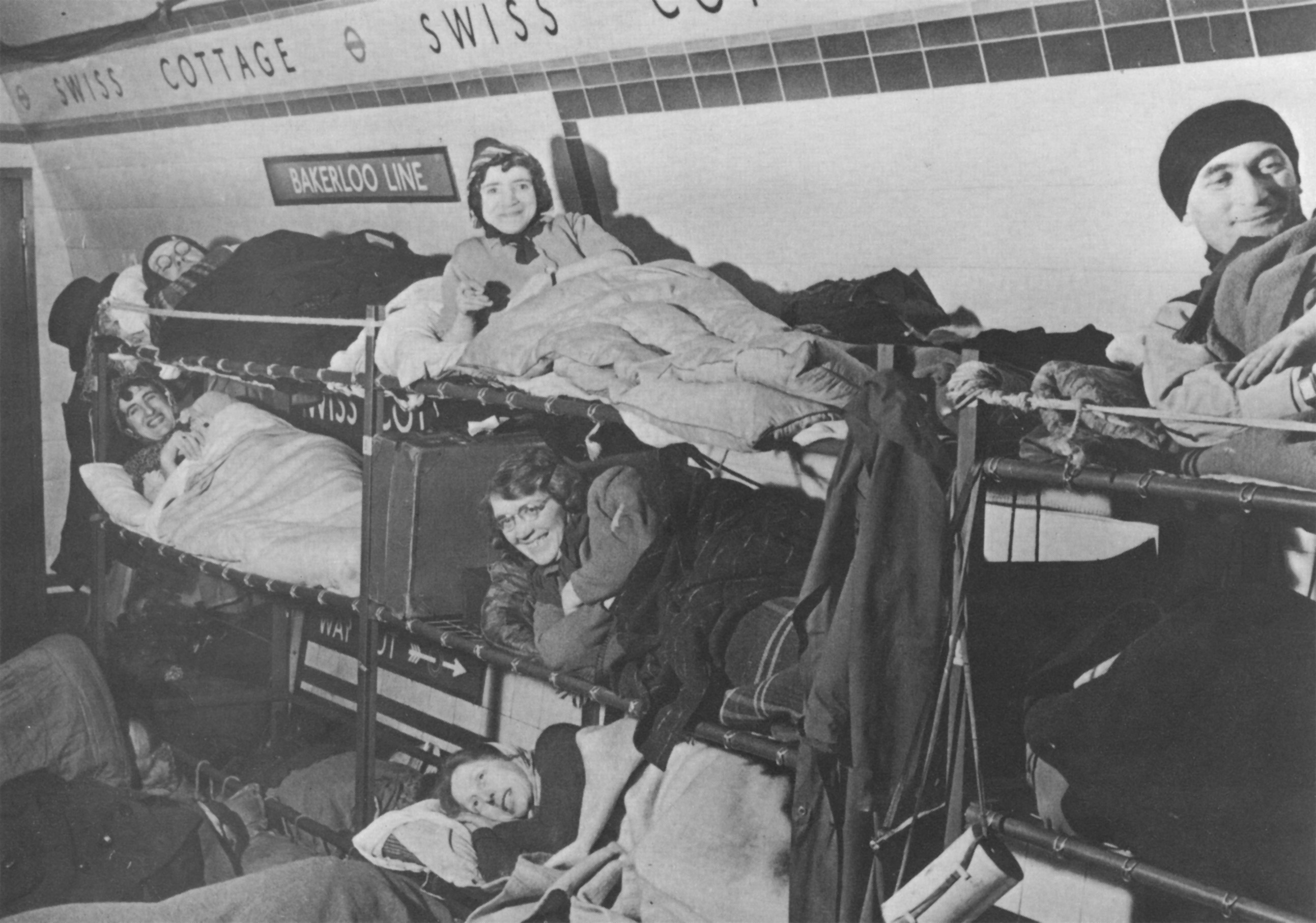
倫敦大轟炸期間，民眾在剛落成不久的瑞士屋站避難
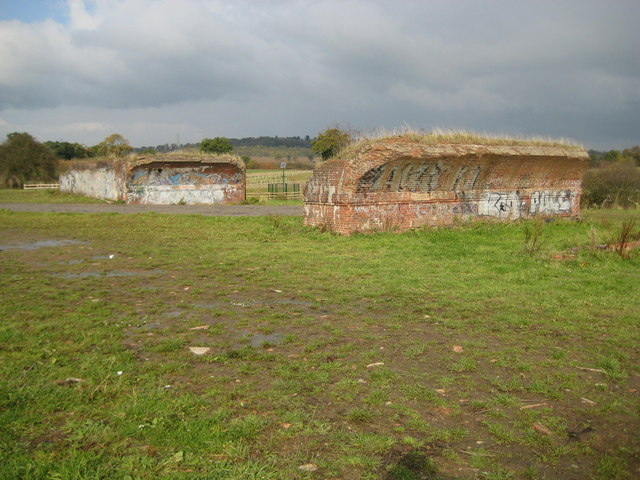
北線埃奇韋爾至布希荒原延線擱置後留下的高架橋遺構
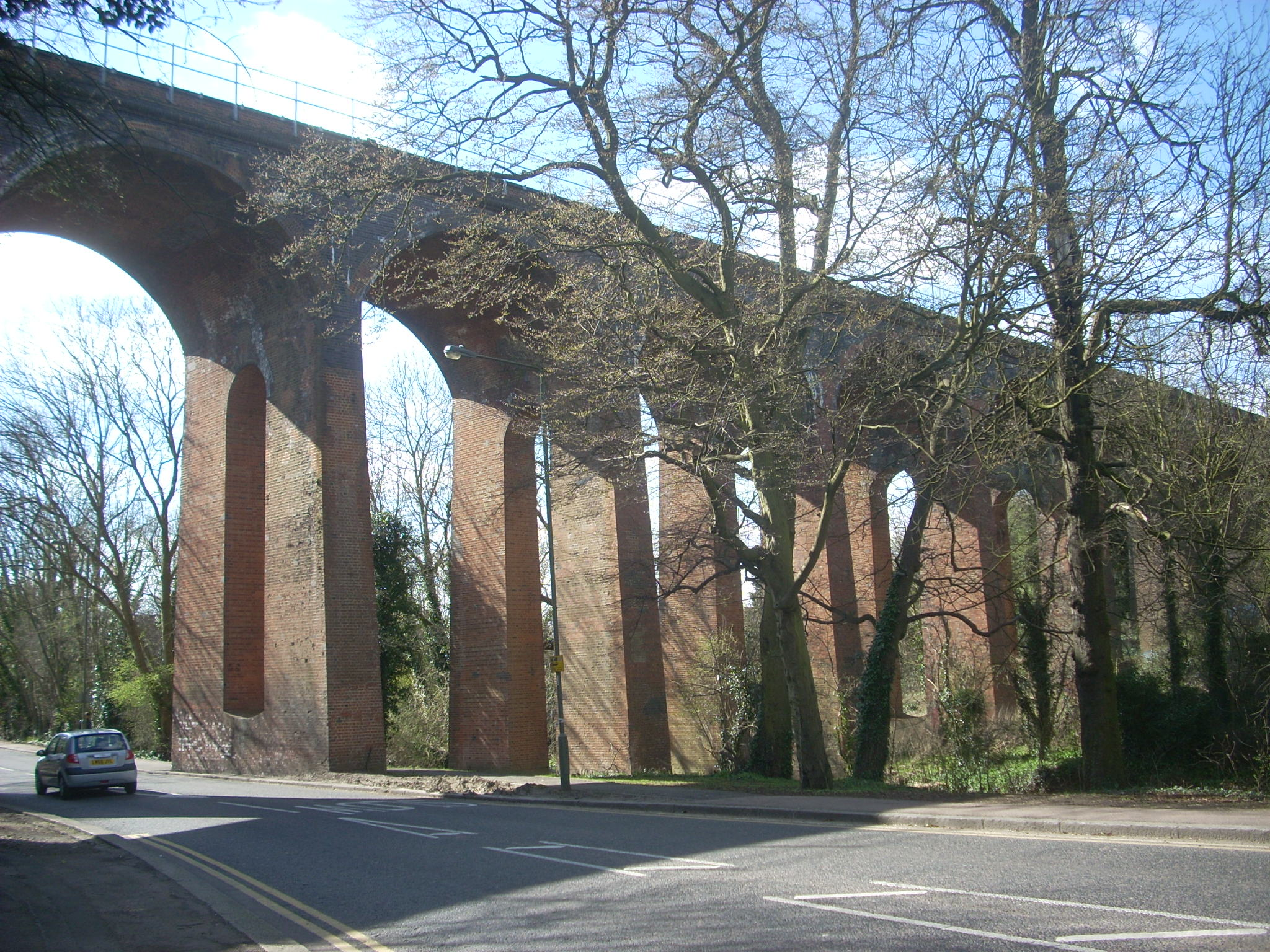
多利斯溪高架橋高18米，為現時倫敦地鐵路網的最高點，該橋於北線磨坊山東支線通車後成為倫敦地鐵的一部分
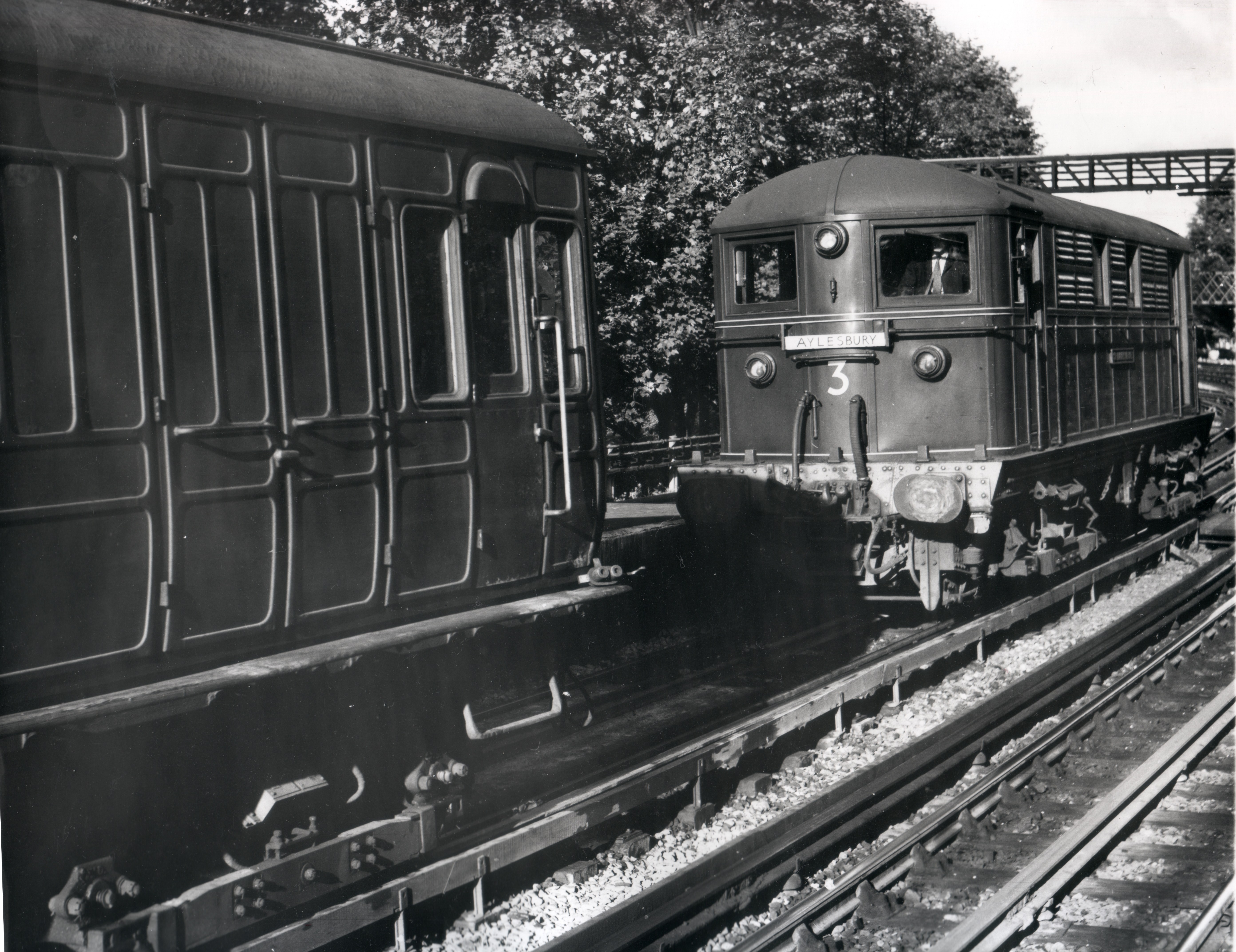
列車正在里克曼斯沃斯站更換機車，攝於1960年8月

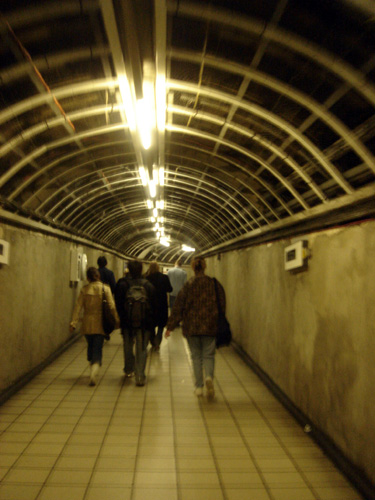
倫敦地鐵中較舊的地下隧道

### 倫敦運輸管理局年代（1948年—70年）
1948年1月1日，根據1947年運輸法的規定，倫敦客運委員會被國有化，並更名為倫敦運輸管理局，成為同日成立的英國運輸委員會的一個附屬運輸機構。根據同一法案，英國的鐵路公司也被國有化，鐵路重建優先於地鐵維護，戰前新工程計劃的大部分未完成計劃被擱置或推遲。 北部高地計劃未完成部分則被擱置。
由於區域線部分列車需要汰換，因此一輛未上漆的鋁製列車於1953年投入使用，這後來成為新列車的標準。1960 年代初，大都會線電氣化至阿默舍姆、切舍姆，阿默舍姆至艾爾斯伯里段則從倫敦地鐵轉移至英國鐵路，該段不再提供地鐵服務。1962年，英國運輸委員會被廢除，倫敦運輸管理局更名為倫敦運輸委員會，直接向運輸大臣報告。
維多利亞線的規劃最早見於 1949 年的一份報告，該線呈東北－西南對角線穿越倫敦中心區，被認為可以緩解其他線路的擁塞。經過 1959 年的一些試驗性隧道施工後，隧道於 1963 年開始建造。該線最初獲批興建的路段從沃爾瑟姆斯托至維多利亞車站，後來再獲批延伸至布里克斯頓。作為工程的一部分，牛津圓環站被重建，以便與中央線和貝克盧線換乘。在尤斯頓站、高貝里及伊斯靈頓站以及芬斯伯里公園站建造了跨月台轉乘站。1968年，該線沃爾瑟姆斯托至沃倫街段通車，1969年3月，該線延伸至維多利亞車站。1971年，通往布里克斯頓的南延線開通。 與早期的隧道不同，它的走線沒有跟隨地面道路。該線列車為自動駕駛，透過自動門收集的磁編碼票可進入月台。

### 大倫敦議會年代
1970年1月1日，大倫敦議會接手地鐵事務，倫敦運輸管理局則被廢除。1975 年 2 月 28 日， 北城市線發生沼澤門地鐵撞車事故，當時一列向南行駛的火車未能在終點沼澤門站停車，撞上了隧道盡頭的牆壁，造成 44 人死亡。列車設備未發現任何故障，後續報告發現沒有足夠的證據來確定原因。事件發生後，倫敦地鐵在盡頭處引入了一種系統，如果司機未能及時煞車，列車就會自動停下來。1970年代，北城市線在芬斯伯里公園與英國鐵路東海岸主線相連。該線最後一輛地鐵於 1975 年 10 月運行，英國鐵路於1976年開始服務該線。1977年皮卡地利線延伸到希斯羅機場，希斯羅機場4號航站樓站則於1986年啟用。
1960年代，貝克盧線就開始削減通往沃特福德交匯站的列車服務。1982年9月24日，該線被縮短至石橋公園站，並以該站為北端總站。1984年6月4日，貝克盧線恢復行駛至哈羅及威爾德斯通站，並以該站為北端總站至今。
穿過倫敦市中心的弗利特線於 1965 年首次提出，該線的最初規劃為接管貝克盧線的史丹摩支線、在貝克街往南延伸至查令十字，然後經弗利特街延伸至劉易舍姆。經濟壓力和對該線最終目的地的疑慮導致該線工程分階段實施。第一階段從貝克街到查令十字站的建設於 1971 年獲得御准。工程於隔年動工，隧道於 1976 年完工。1977 年，為慶祝伊麗莎白二世登基 25 週年，該路線更名為銀禧線。此路線於 1979 年 4 月開通，當時使用了原本在貝克盧線行駛的列車。
1981 年 10 月，大倫敦議會推出了「票價公平」計劃，即針對公車和地鐵的分區票價制度，將平均票價降低了 31%。然而，時任保守黨布羅姆利區議會領袖向法院提出法律挑戰，指出倫敦地鐵並未服務該區，卻要該區居民因票價公平政策而多交稅並不合法。隨後大倫敦議會在法律挑戰敗訴，導致票價在 1982 年翻倍。雖然如此，票價區域制被保留，翌年票價略有下降。 1983 年，旅行卡允許在指定區域內搭乘公車和地鐵，並於1989年擴展至英國鐵路及碼頭區輕便鐵路服務。

### 倫敦區域交通局年代
1984 年，倫敦巴士和倫敦地鐵的控制權移交給倫敦區域交通局，該局直接向運輸大臣報告。
1980 年代初，戰前的火車已被新型未上漆的鋁製火車取代。1968年倫敦地鐵曾計劃實施一人控制，但與工會的衝突使計劃延後至1984年才開始實施。大都會線、東倫敦線、區域線和環線於 1985-1986 年間進行改建，皮卡迪利線、銀禧線和貝克盧線則於 1987-1988 年間進行改建。 1990 年代初，中央線和北線接收新列車後，開始實行一人控制。
由於未塗漆的鋁上的塗鴉很難清除，倫敦地鐵於 1989 年 9 月向媒體展示第一批經上漆的列車後， 1991 年 7月起陸續為列車塗上油漆。
1994年4月，英國鐵路將滑鐵盧及城市鐵路轉交倫敦地鐵營運，並改稱滑鐵盧及城市線。同年，皮卡迪利線奧德維奇支線、中央線埃平至翁加爾段廢止。1999年，銀禧線從綠園站經碼頭區延長至斯特拉特福站，同時停止服務綠園站至查令十字站路段。銀禧線延線各站是倫敦地鐵首批設有月台幕門的車站，該批車站亦設有無障礙通道。

#### 國王十字站大火

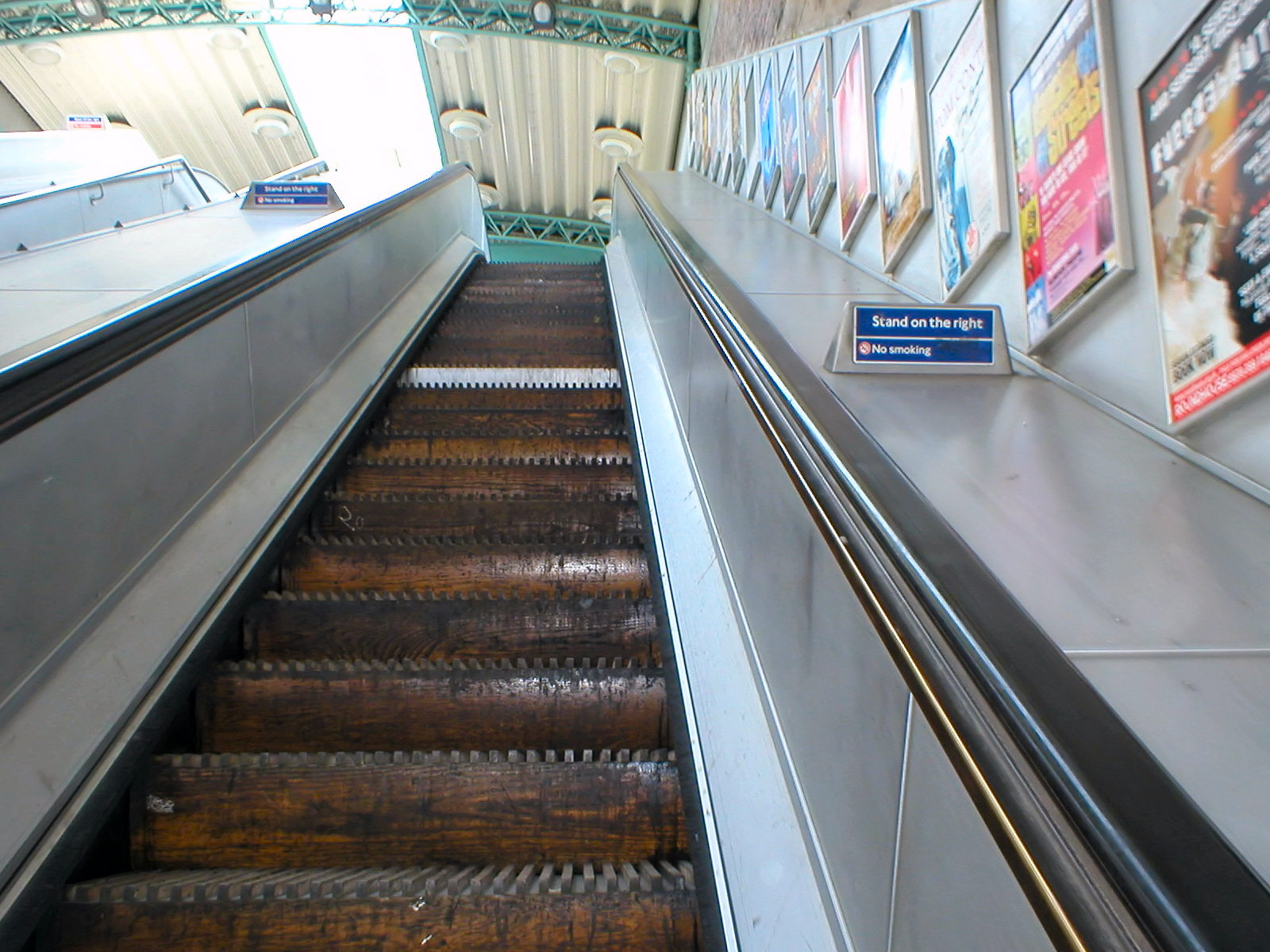
2006年攝於格林福德站的木質電扶梯（現已退役），型號類似1987年國王十字站大火中起火的扶梯

1987 年 11 月 18 日，國王十字站發生火災，起因是一根點燃的火柴被不小心丟棄，導致木製手扶梯起火，造成 31 人死亡。在隨後的報告中，倫敦地鐵因其對火災的態度而受到猛烈批評，該報告的發表導致倫敦地鐵和倫敦區域交通局的高級管理人員辭職，並使新的消防安全法規出台。為機車車輛制定了《消防安全操作規程》，並因此對列車進行了內部整修，包括更換內部鑲板、安裝或改進公共廣播系統。
火災發生五天后，11月23日，所有倫敦地鐵站（包括手扶梯上）禁止吸菸。木製自動扶梯逐漸被替換，有些一直保留到 21 世紀初（旺斯特德站及馬里波恩站的木製扶梯分別於 2003、2004 年被替換）。自 2014 年 3 月 11 日中央線格林福德站最後一座木製自動扶梯退役後，整個倫敦地鐵都使用金屬自動扶梯。火災後，倫敦地鐵的主要地鐵站都進行了升級和擴建，以增加容量並提高安全性。倫敦橋站為了配合 1999 年開通的銀禧線延伸計畫進行了升級改造； 21 世紀初，國王十字聖潘克拉斯站作為1號高速鐵路項目的組成部分進行了大規模升級擴建； 2010 年代中期，托登罕宮路站作為橫貫鐵路項目的一部分進行了擴建。

### 倫敦運輸局年代
2000年，倫敦運輸局成立。 同年，倫敦地鐵實現所有列車均以一人控制。
2002 年 10 月 21 日，時任運輸十臣約翰·斯佩拉 (John Spellar) 關閉了洛茲路發電站的渦輪機，結束了其 97 年的供電歷史。自 2002 年起，倫敦地鐵的所有電力均由國家電網供應（格林威治發電廠除外，以防國家電網發生故障）。
2003年，非接觸式電子票證智能卡牡蠣卡可用作支付倫敦地鐵車資。

#### 2005年炸彈襲擊
2005年7月7日，倫敦發生英國自1988年以來死傷最嚴重的恐怖襲擊，事件導致52死，700多傷。當日三個土製炸彈分別在不同的地鐵車廂內爆炸，爆炸地點在兩列環線列車（一列是剛駛離利物浦街站的東行列車、另一列則是正駛離埃奇韋爾路站的西行列車）和一列皮卡迪利線南行列車（當時列車位於國王十字及羅素廣場站之間）上。同時一輛位於塔維斯托克廣場的雙層巴士也在此次爆炸中遭到襲擊。兩週後的7月21日，第二輪規模較小的爆炸發生在牧林墟站、華倫街站、橢圓站的地鐵車廂和東倫敦海格爾斯頓的一輛巴士上。後來發現四顆炸彈均未成功引爆。

#### 近期發展
2007年，自1933年起就隸屬倫敦地鐵的東倫敦線停止服務，該線進行翻新及延伸工程後於2010年4月重開，成為倫敦地上鐵的一部分。為了改善環線的準點率和加密漢墨斯密支線的班次，環線於2009年12月西延至漢墨斯密，自此不再以閉環形式營運。
在2012年夏季奧林匹克運動會，部分運動會舉辦日倫敦地鐵的乘客量超過430萬，為有記錄而來新高。然而，該記錄後來於2015年12月就被超越，當時客量達482萬。2013年，倫敦地鐵曾舉辦150週年紀念活動，並曾於大都會線開行蒸汽列車。
2014年9月，具非接觸式支付功能的信用卡、借記卡也可用於支付車資。
倫敦地鐵原定於2015年9月12日起逢週五、六晚於5條地鐵線開始提供通宵服務，但由於相關路線駕駛員所屬公會不滿意倫敦運輸局提出的執勤待遇調整而發起罷工，令計劃推延到2016年8月19日才實行。最初只有維多利亞線及中央線投入通宵營運。銀禧線、北線及皮卡迪利線分別於同年10月7日、11月18日及12月16日起於週五、六晚提供通宵服務。
倫敦地鐵的通宵服務曾在2020年3月20日至2021年11月27日因英國的冠狀病毒疫情而暫停，該服務於2021年11月27日部分恢復，並於2022年7月29日全數恢復。
2020年，英國的冠狀病毒疫情亦使倫敦地鐵乘客量急跌，當時有40個地鐵站暫時封閉。2021年9月，北線巴特錫發電站支線通車。

## 路線

地理佈局準確的倫敦地鐵全收費區地圖

地理佈局準確的倫敦地鐵第一收費區（中央區域）地圖

倫敦地鐵是全球路線長度排名第12的地鐵系統，全長405.2公里，共11條路線、272座車站，其中16個在大倫敦外，地鐵隧道有淺有深。
環狀線、區域線、漢墨斯密及都市線，和大都會線為淺層隧道路線。隧道僅位於地面以下，而且直徑與英國國鐵相近。漢墨斯密及都市線、環狀線、大都會線和區域線於倫敦市中心共用大部份地鐵站和路軌。
貝克盧線、中央線、朱比利線、北線、皮卡地利線、維多利亞線和滑鐵盧及都市線則為深層隧道路線。列車體積較小，並在直徑約3.56米的圓形隧道內行駛。除了貝克盧線北段與沃特福德直流電鐵線共軌外，這些路線大部份均使用獨立路段。
| 路線名稱         | 代表色 | 首通年份 | 類別     | 長度 | 長度 | 總站                                                       | 總站 | 車站數 | 車廠                                            | 列車車型             | 車卡數 | 平日日均客量 (2017) | 年旅次          | 平均每英里旅次數 |
| 路線名稱         | 代表色 | 首通年份 | 類別     | 公里 | 英里 | 總站                                                       | 總站 | 車站數 | 車廠                                            | 列車車型             | 車卡數 | 平日日均客量 (2017) | ×1000 (2016/17) | ×1000 (2016/17)  |
| ---------------- | ------ | -------- | -------- | ---- | ---- | ---------------------------------------------------------- | --- | ------ | ----------------------------------------------- | -------------------- | ------ | ------------------- | --------------- | ---------------- |
| 貝克盧線         | 棕     | 1906     | 深層隧道 | 23.2 | 14.4 | - 哈羅及威爾德斯通 - 女王公園 - 石橋公園                   | - 滑鐵盧 - 象堡 | 25     | - 石橋公園 - 倫敦路 - 女王公園                  | 倫敦地鐵1972年型列車 | 7      | 401,123             | 117,000         | 8,069            |
| 中央線           | 紅     | 1900     | 深層隧道 | 74.0 | 46.0 | - 西萊斯里普 - 伊靈大道 - 諾索爾特 - 白城 - 北阿克頓       | - 海諾特 - 伍德福德 - 埃平 - 勞頓 - 萊頓斯通 - 紐貝利公園                                                          | 49     | - 萊斯里普 - 海諾特 - 白城                      | 倫敦地鐵1992年型列車 | 8      | 1,021,084           | 288,800         | 6,278            |
| 環狀線           | 黃     | 1871     | 淺層隧道 | 27.2 | 16.9 | 漢墨斯密 (經 沼澤門及伍德巷)                               | 埃奇韋爾路 (經 堤岸及諾丁山門)                                                                                     | 36     | 漢墨斯密                                        | 倫敦地鐵S7型列車     | 7      | 257,391             | 73,000          | 4,294            |
| 區域線           | 綠     | 1868     | 淺層隧道 | 64.0 | 39.8 | - 伊靈大道 - 肯辛頓（奧林匹亞） - 里奇蒙 - 溫布頓          | - 高街肯辛頓 - 埃奇韋爾路 - 塔丘 - 巴金 - 上敏斯特                                                                 | 60     | - 上敏斯特 - 伊靈公園 - 莉莉橋（Lillie Bridge） | 倫敦地鐵S7型列車     | 7      | 842,991             | 226,100         | 5,652            |
| 漢墨斯密及都市線 | 粉紅   | 1864     | 淺層隧道 | 25.5 | 15.8 | 漢墨斯密                                                   | - 普拉斯托 - 巴金                                                                                                  | 29     | 漢墨斯密                                        | 倫敦地鐵S7型列車     | 7      | 231,193             | 61,000          | 3,860            |
| 銀禧線           | 灰     | 1979     | 深層隧道 | 36.2 | 22.5 | - 史丹摩 - 溫布利公園 - 威爾斯登綠地                       | - 北格林尼治 - 西漢姆 - 斯特拉福德                                                                                 | 27     | - 尼斯登 - 斯特拉福德市場                       | 倫敦地鐵1996年型列車 | 7      | 999,561             | 280,400         | 12,462           |
| 大都會線         | 紫紅   | 1863     | 淺層隧道 | 66.7 | 41.4 | - 阿默舍姆 - 切舍姆 - 阿克斯橋 - 沃特福德 - 里克曼斯沃斯   | - 山上哈羅 - 溫布利公園 - 貝克街 - 阿爾德門站                                                                      | 34     | 尼斯登                                          | 倫敦地鐵S8型列車     | 8      | 352,464             | 80,900          | 1,926            |
| 北線             | 黑     | 1890     | 深層隧道 | 58.0 | 36.0 | - 埃奇韋爾 - 高巴尼特 - 磨坊山東 - 芬奇利中央 - 格德斯綠地 | - 肯寧頓 - 巴特錫發電站 - 莫登                                                                                     | 52     | - 埃奇韋爾 - 格德斯綠地 - 高門 - 莫登           | 倫敦地鐵1995年型列車 | 6      | 1,123,342           | 294,000         | 8,166            |
| 皮卡迪利線       | 深藍   | 1906     | 深層隧道 | 71.0 | 44.1 | - 卡克福斯特斯 - 亞諾斯高夫 - 橡木林                       | - 阿克頓鎮 - 希斯羅機場2及3號航站樓 - 希斯羅機場4號航站樓 - 希斯羅機場5號航站樓 - 北菲爾德斯 - 雷納斯巷 - 阿克斯橋 | 53     | - 卡克福斯特斯 - 北菲爾德斯                     | 倫敦地鐵1973年型列車 | 6      | 710,647             | 206,900         | 4,670            |
| 維多利亞線       | 淺藍   | 1968     | 深層隧道 | 21.0 | 13.0 | - 布里克斯頓 - 倫敦維多利亞車站                            | - 沃爾瑟姆斯托中央 - 七姊妹                                                                                        | 16     | 諾森伯蘭公園                                    | 倫敦地鐵2009年型列車 | 8      | 955,823             | 263,400         | 20,261           |
| 滑鐵盧及城市線   | 綠松石 | 1898     | 深層隧道 | 2.5  | 1.6  | 銀行                                                       | 滑鐵盧 | 2      | 滑鐵盧                                          | 倫敦地鐵1992年型列車 | 4      | 59,492              | 16,900          | 11,267           |

1. ↑  於1937年前被稱為中央倫敦線。[81]
2. ↑  大都會鐵路和區域鐵路聯合營運的內圈服務最初以馬蹄形開始，於 1884 年[167] 形成完整的環路，並於 2009 年形成現在的螺旋線。從 1936 年起，該線就被稱為“環線”，並於 1948 年首次單獨出現在地鐵路線圖上。[168]
3. ↑  該線路最初是大西部鐵路和大都會鐵路的聯合服務，於 1990 年首次單獨出現在地鐵圖上。[65]
4. ↑  該線於1937年起被稱為北線。[81]
5. ↑  倫敦地鐵於1994年起才開始營運該線

### 停辦路綫
大都會鐵路於1913年從大北方及城市鐵路公司購得北城市線後，北城市線於1933年亦轉由倫敦客運委員會管理，成為倫敦地鐵的一部分。在路線圖上，該線曾被標示為北線的支線，以黑色線顯示。1970年，該線於芬斯伯里公園與英國鐵路的東海岸主線連接，並開始於路線圖上被標示為「北線（高貝里支線）」。北城市線於1976年起轉交英國鐵路營運。
東倫敦線 自1933年至2007年為止曾經是倫敦地鐵的其中一條客運路綫，路線圖上曾以鮮橙色線標示。經過鐵路基建升級和伸延工程後於2010年作為倫敦地上鐵的溫德魯什綫啟用至今。

## 票務

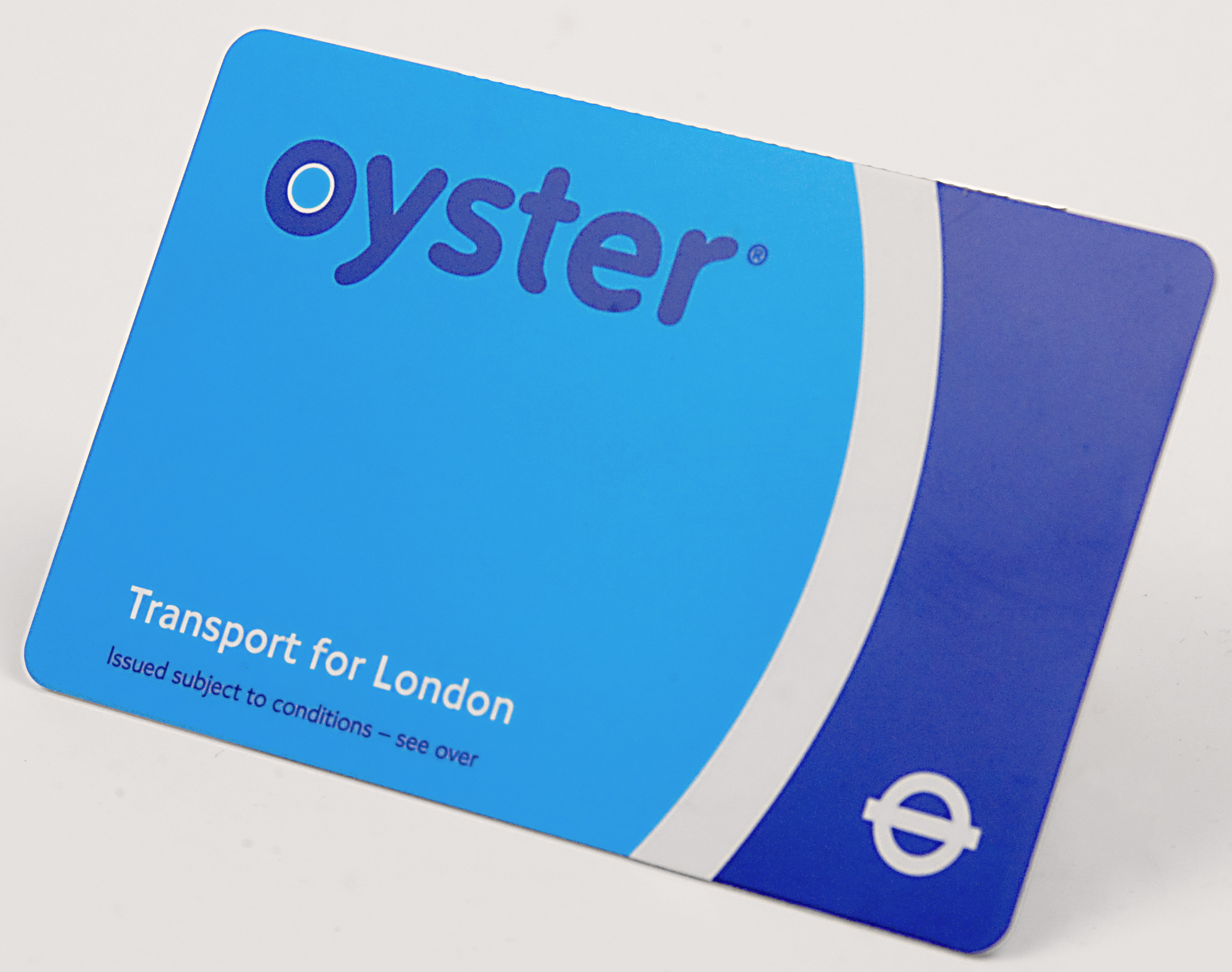
牡蠣卡

倫敦地鐵、地上鐵、碼頭區輕鐵和伊利沙伯綫標示了收費區邊界、站外轉乘計劃和設置了粉紅驗票機車站的路線圖

地鐵站內有售票窗口及自動售票機，可以接受Visa、MasterCard、美國運通發行的卡片或現金購票。倫敦地鐵站一律採用自動驗票閘門，但各站出入口均有職員駐守提供協助。交通局鼓勵乘客使用非接觸式的牡蠣卡（Oyster card）、信用卡、簽帳金融卡，或Apple Pay、Google Pay及Samsung Wallet等行動支付感應過閘門，在地鐵站、電車、公共汽車和大部份火車站付款。如果以現金購買單程票，收費會比牡蠣卡及感應式信用卡昂貴，另外巴士不收現金，只能使用牡蠣卡及感應式信用卡。牡蠣卡能夠儲值旅遊定期票（travelcard）及小童／學生／學徒／長者／傷殘／退伍軍人適用優惠，其他非接觸式付費如Apple Pay、Google Pay、Samsung Pay以及信用卡直接感應支付的話系統會自動結算行程並以最低價位收取。
倫敦地鐵使用倫敦軌道運輸收費區計算票價，票務與倫敦地上鐵、輕鐵、伊利沙伯綫和部份大倫敦內的英鐵通勤服務兼容，即是說不論中途有否換乘上述任何鐵路系統都當一程計算。第一收費區大部份在市中心，其邊界剛好超過環線的環形段。第六收費區大部份在倫敦偏僻的地方，包括希斯路機場。收費區一到六覆蓋了整個大倫敦區域。大倫敦區以外也有大都會線延伸到收費區七至九。穿梭的收費區數量越多，票價亦相應增加。如果起點或目的地車站同時位處兩個收費區，票價以穿梭最少收費區計算，例如從諾丁山門站（第一和第二收費區）往邱園站（第三和第四收費區），這段旅程當作第二區往第三區。使用隨收隨付卡乘搭收費區適用的鐵路可享有近似定期任搭票的即日車費上限，如果乘客在同一日（凌晨4:30至翌日4:29，適用於通宵地鐵時段）或星期一至星期日的車費超過一個指定上限就不會再從隨收隨付卡扣除金額。車費上限同樣按穿梭多少收費區、是否來往第一區和是否在繁忙時段有異，又牡蠣卡與其他非接觸付費的車費上限計算有出入導致蠔卡在某些場合下會套用較昂貴的普通成人車費上限。部份特殊區域不支援牡蠣卡，僅能以感應式信用卡出入站。
指定兩個或以上車站的付費區雖然不相連，但它們之間設定了站外轉乘網絡（out-of-station interchange），即是說乘客在這些指定車站之間以同一張隨收隨付卡出站再進站轉乘，整段旅程就當作一程計算。
來往第一區的票價最貴（非公眾假期週日下午4:00至7:00從其他收費區進入第一區當作非繁忙時段），以外收費區分繁忙時段（非公眾假期週日的上午6:30至9:30及下午4:00至7:00）和非繁忙時段（全部以外時段包括週末通宵服務時段），非繁忙票價較為便宜。為了鼓勵乘客轉乘地上鐵以繞過經常擠擁的第一區，交通局在第二和第三收費區的地上鐵車站內設置了粉紅驗票機讓使用隨收隨付卡的乘客確認該旅程沒有進入過第一區而收取較便宜的車費。

## 設施

### 月台資訊

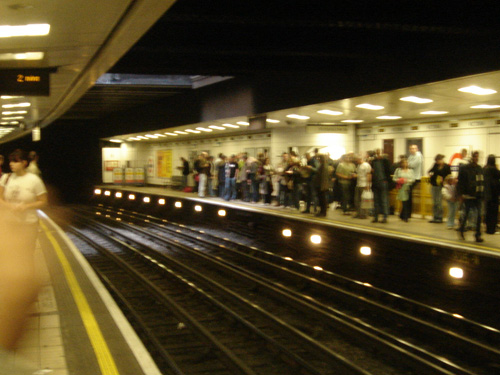
西敏站月台

經樓梯、電梯或扶手電梯進入地下月台，按照路線圖找到所乘線路和方向。月台有電子熒幕顯示等候時間及該車終點，首節車廂上也會顯示終點。倫敦地鐵線路複雜，同一條線會有不同路線、不同終點，還有區間車，必須看清才上。
車輛到站門自動打開，過一定時間自動關閉。到站時，大部份市中心車站會發出廣播：（請小心列車與月台間之空隙），港鐵列車到站時也有類似的英文廣播。（請小心空隙）這一短語儼然成為倫敦地鐵的聽覺標誌。車內有該線列車路線圖以及倫敦市中心換乘圖。車在行駛當中晃動很厲害，必須抓緊坐好。根據到站月台位置，兩側車門都有可能打開，要注意安全。
到達目的地車站後，尋找寫有黃字「出口」（Way out）的標誌到驗票口即可離開。換乘站都有明顯的標誌指引通向其他線的路線。

### 通風與冷卻
1906 年貝克盧線開通時，宣傳稱地鐵隧道最高溫度為 16 °C，但隨著時間的推移，隧道內溫度已經升高。 1938年，通風改善計畫獲得批准，並在托登罕宮路站的電梯井中安裝了冷凍裝置。 2006年歐洲熱浪中，中央線曾錄得攝氏 47 度的高溫。 2002 年有人聲稱，如果運輸動物，地鐵內的溫度將違反歐盟委員會的動物福利法。 2000 年的一項研究報告顯示，地下月台的空氣品質比街道水平差 73 倍，乘客在北線上 20 分鐘的旅程中吸入的顆粒物質量與吸煙時相同。倫敦地鐵通風風扇的主要目的是從隧道中排出熱空氣，但當地居民抱怨噪音導致它們無法在夜間以全功率使用。
2006 年 6 月，維多利亞車站安裝了地下水冷卻系統。 2012 年，綠園站月台安裝了利用深層地下水的空氣冷卻裝置，牛津圓環站月台亦安裝了冷卻裝置，其冷卻器設立在相鄰建築物頂部。自2017年4月起，大都會線、區域線、漢默史密斯及城市線與環線均全數由倫敦地鐵S7與S8型列車提供服務，而該款列車已具備空調功能。計劃於2025年末在皮卡迪利線投入服務的倫敦新地鐵列車，亦配備空調，同時具有更好的節能效果和再生製動功能。

### 升降機／扶手電梯

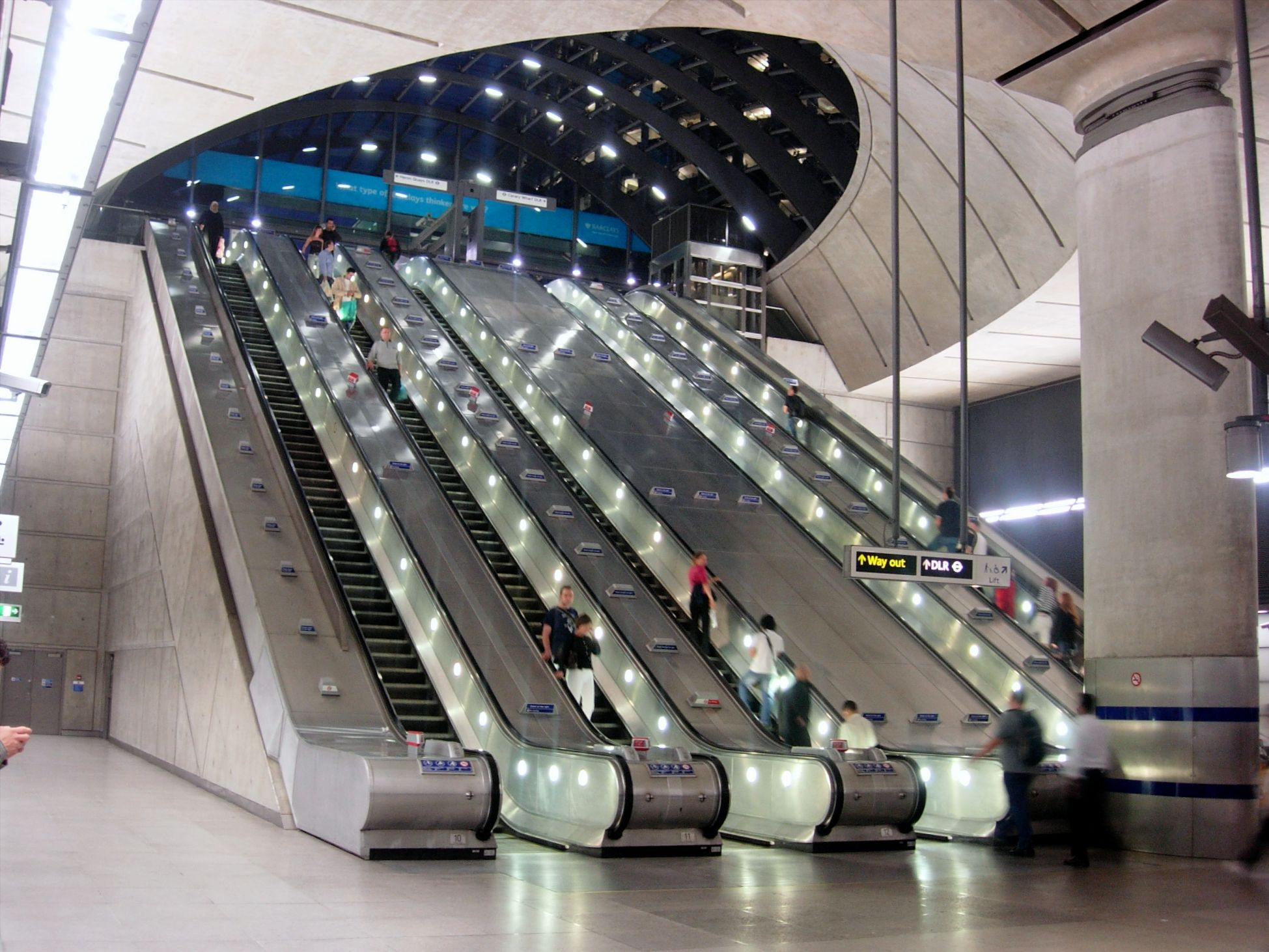
金絲雀碼頭站的扶手電梯

1890 年，城市及南倫敦鐵路開通時，乘客可以透過兩部液壓升降機進入月台，每部可搭載 50 名乘客。該鐵路的後期擴建部分有了電動升降機，銀行站就設有五部。1898 年，進入滑鐵盧及城市鐵路需要通過斜坡和台階，大北方及城市鐵路同時使用液壓和電動升降機。中央倫敦鐵路在 1900 年開通時提供了電梯，當時由於電梯尚未準備就緒，龐德街站的啟用被推遲。倫敦地下電氣鐵路公司曾經從美國奧的斯電梯公司進口了 140 台電梯，用於其三條建設中的線路，此舉引起很大爭議。每部電梯可載約 70 名乘客，除阿森納站和堤岸站外 (可通過區域鐵路車站乘車)，其他每個車站均有提供。芬斯伯里公園站曾設有液壓升降機，動力來自大北方及城市鐵路的泵站；霍洛威路站曾設有實驗性的螺旋輸送帶，但從未向公眾開放。當時每部電梯都配備了工作人員，在1920年代、一些人流較少的車站內，售票處甚至就在升降機內，或將升降機設計成可由售票處職員控制。倫敦地鐵的第一部自動扶梯於 1911 年安裝在伯爵宮的區域月台和皮卡迪利月台之間，從隔年開始，新的深層路線車站開始使用自動扶梯代替升降機。自動扶梯的頂部平台設有對角線分流裝置。 1921年，一段錄音指示乘客靠右站立，二戰期間也沿用了相關標誌。乘客被要求站在右側，以便任何想超越他們的人都能在自動扶梯左側獲得暢通的通道。第一艘「梳狀」手扶梯於 1924 年安裝在克拉珀姆公園站。1920 至 1930 年代，許多電梯被自動扶梯取代。 1987 年國王十字車站發生致命火災後，所有木製自動扶梯均被金屬自動扶梯取代，並定期對機械裝置進行除油，以降低火災可能性。最後未被替換的木製自動扶梯位於格林福德站，並一直到 2014 年 3 月才停用，之後倫敦運輸局於 2015 年 10 月將其替換為英國交通網絡上第一台傾斜升降機。
截至2019年，倫敦地鐵系統共有 451 部自動扶梯（最長的位於天使站，長 60 米；最短的在斯特拉福德站，垂直高度為 4.1 米）及 202 部電梯。電梯和自動扶梯上貼滿了廣告海報，由於其佈局特性，這些海報可以用於藝術目的。

## 無障礙通道
倫敦地鐵系統大部分設施在建造時，並未考慮到行動不便人士的便利，而 1993 年之前的消防法規更禁止在地鐵上使用輪椅。1999 年開通的銀禧線延長線上的車站是鐵路系統中第一批納入無障礙設施設計的車站，但對舊車站進行無障礙設施改造是一項重大投資，相關計劃原本預計耗時二十多年。
截至 2025 年 3 月，倫敦地鐵有 92 個車站實現從月台到列車的無障礙通道。新型列車（例如正在地下鐵路網絡上引入的列車）配備了可供輪椅通行和使用的空間，還有改進的視聽資訊系統和方便使用的門控制裝置。

### Wi-fi及行動網路
2012 年年中，倫敦地鐵與維珍媒體合作，在許多車站（但不在隧道內）試用 Wi-Fi 熱點，讓乘客免費上網。免費試用被證明是成功的，試用期亦延長至 2012 年底，隨後它轉變為供維珍傳媒和其他公司的訂戶免費使用，或者作為付費服務。此前，大部分地鐵線路（不包括在地面或偶爾在地面以下運行的服務，取決於手機和運營商）都無法使用原生 2G、3G 或 4G 網路使用行動電話，而由於商業和技術困難，在 2012 年奧運會之前擴大覆蓋範圍的項目也被迫放棄。
2020 年 3 月，作為初步試驗的一部分，2G、3G 和 4G 訊號在銀禧線西敏站和景寧鎮站之間的部分路段、所有車站和隧道內投入使用。
2021 年 6 月，沃達豐切斷了整個倫敦地鐵網路的 Wi-Fi 連線。作為與倫敦運輸局達成的 20 年特許協議的一部分，Wi-Fi 連接的控制權從維珍媒體轉移到 Boldyn Networks（前稱澳洲廣播），從而為整個網路提供資料連接，之後該網路於 2023 年 4 月恢復運作。
2022 年 12 月，包括 5G 連接在內的額外移動覆蓋在中央線上的一小部分車站和隧道段推出，並計劃到 2024 年底擴展到倫敦地鐵以及伊麗莎白線的所有地下車站和隧道。覆蓋範圍曾於 2023 年 1 月及 6 月擴展至北線的更多車站，但部分車站尚未收到 5G 訊號。自 2023 年 6 月起，貝克盧線、皮卡迪利線和維多利亞線部分路段已開始測試。
2023年11月和12月，行動數據覆蓋範圍擴至北線（從托登罕宮路到尤斯頓的所有車站）和中央線（牛津圓環到法院巷站）的更多車站。

## 服務時間
地鐵在平日深夜暫停服務，但自2016年起，中央線、北線及皮卡迪利線的部分路段，以及維多利亞線、銀禧線開始在星期五及星期六深夜提供通宵服務。列車每日約由早上5時服務至約深夜1時，而週末頭列車將較遲開出。地鐵在深夜時間將暫停服務以作日常維修，但部份路線在除夕夜或有公眾活動（如2012年夏季奧林匹克運動會）時會延長服務時間。部份路線更會定期在週末關閉維修。
地鐵在平安夜只提供有限度服務（如部份路線提早暫停服務），而在聖誕節更會全線關閉。自2010年起，倫敦地鐵與工會之間關於假日工資的爭議，使倫敦地鐵在節禮日亦只作有限度服務。

### 通宵地鐵

通宵地鐵包括地上鐡通宵營運部份的路線圖（2017年）

- 中央線：
  - 伊靈大道（東行）/ 白城（西行）- 海諾特：每20分鐘一班
  - 伊靈大道（西行）/ 白城（東行）- 勞頓：每20分鐘一班
- 銀禧線：
  - 全線營運，每10分鐘一班
- 北線：
  - 埃奇韋爾 - 莫登（經查令十字）：每15分鐘一班
  - 高巴尼特 - 莫登（經查令十字）：每15分鐘一班
- 皮卡地利線：
  - 卡克福斯特斯至希斯路機場5號客運大樓：每10分鐘一班
- 維多利亞線：
  - 全線營運，每10分鐘一班

## 未來發展

### 貝克盧線南延至劉易舍姆
自貝克盧線開通以來，就曾多次出現該線從象堡向南延伸的建議。 2010 年代，貝克盧線南延項目進行了諮詢活動和初步設計工作。 2019 年，倫敦運輸局選擇了一條從象堡經舊肯特路和新十字門到劉易舍姆的路線。未來該線路可能會經中肯特線進一步延伸至海斯（Hayes）。擴建工程預計耗資 47 億至 79 億英鎊（以 2017 年價格計算），需要約 7 年的時間建造。由於 COVID-19 大流行對倫敦運輸局產生的財務影響，延線落實的相關工作目前暫停。

### 其他曾被建議的延線
近年來，北線曾被建議進一步延伸至克拉珀姆交匯站。長期倡議的克諾斯萊鐵路連接線（大都會線延伸）因成本高於預期且缺乏資金於 2018 年被取消。
2019 年，金絲雀碼頭集團建議在尤斯頓和金絲雀碼頭之間建造一條新的鐵路線，以改善未來金絲雀碼頭與2號高速鐵路的連接。
2021 年，哈洛區議會提議將中央線從位於埃平的東端終點站延伸至哈洛。他們認為，這將減少前往埃平和倫敦的旅行時間，並有助於該鎮增加 19,000 套新住宅並將人口擴大到 13 萬人。然而，這項擬議的延線尚未得到任何資金撥款。

## 藝術形象

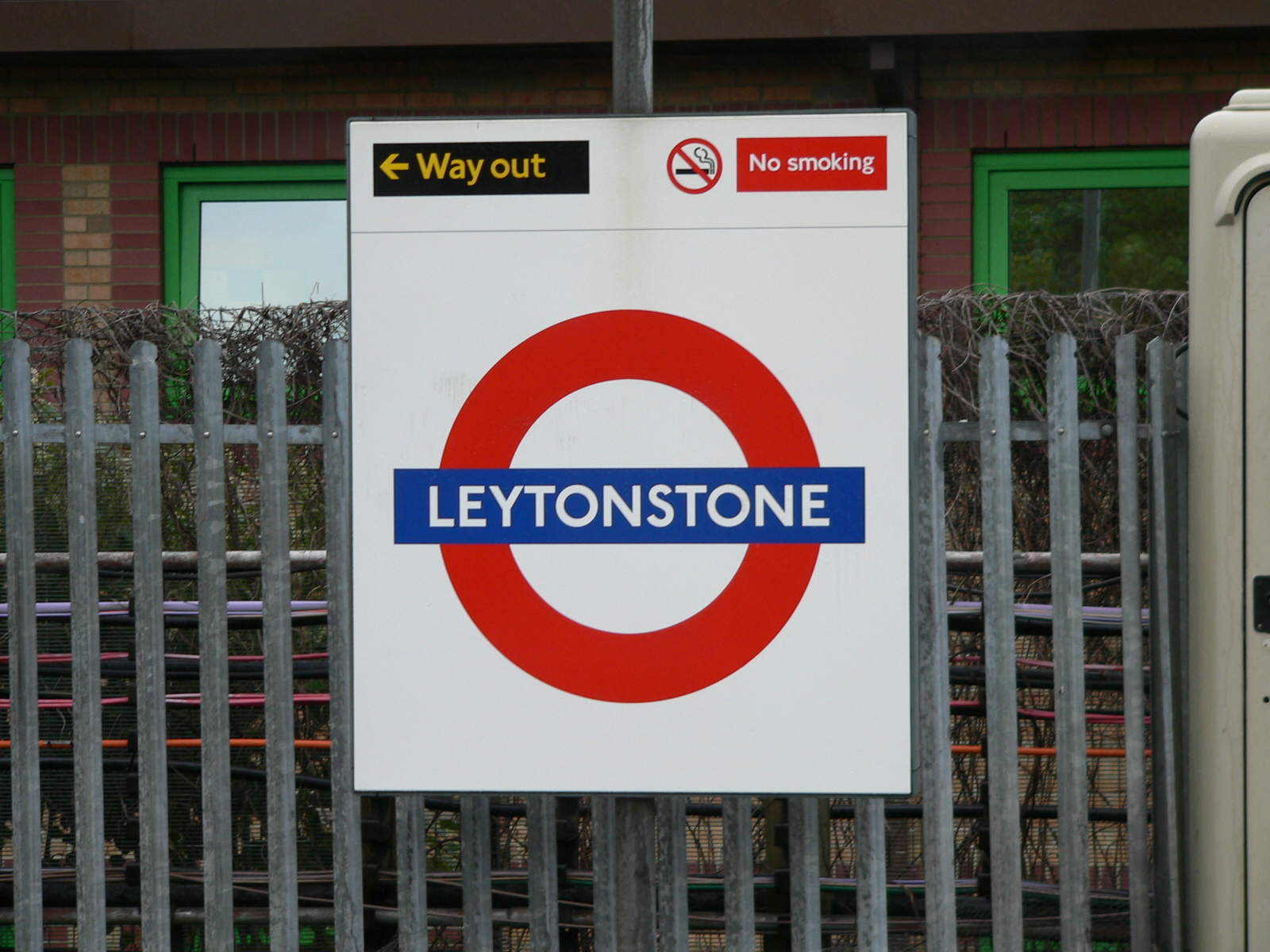
倫敦地鐵紅色圓圈中間藍色橫槓的標誌可以追溯到1908年，至今仍然在使用

倫敦地鐵路線圖及其圓形標誌是經典設計，為全英國乃至全球所熟知，標誌亦常出現在紀念品中。

### 圓形標誌
人們對倫敦地鐵圓形標誌，即早年稱作「牛眼」（Bulls-eye）或「槍靶」（Target）的紅色環狀標誌最早的使用並不清楚。現僅知該標誌最早在倫敦交通中的使用是在19世紀，作為倫敦公交總公司的標誌，當時中間的橫槓標有「GENERAL」（「總」）字樣。1908年，標誌獲倫敦地下電氣鐵路公司採用。標誌中間文字改成「UNDERGROUND」（即「地鐵」）作為早期的企業形象標識。1919年，愛德華·約翰斯頓微調了標誌。
現在，倫敦地鐵所有月台均有圓形標誌，並在中間配以站名。在2013年，倫敦運輸局更將圓形標誌配上不同顏色並用於其它由轄下交通工具，例如倫敦巴士、倫敦電車連線、倫敦地上鐵、碼頭區輕便鐵路及倫敦水上交通。2022年通車的伊利沙伯線亦用了圓形標誌。

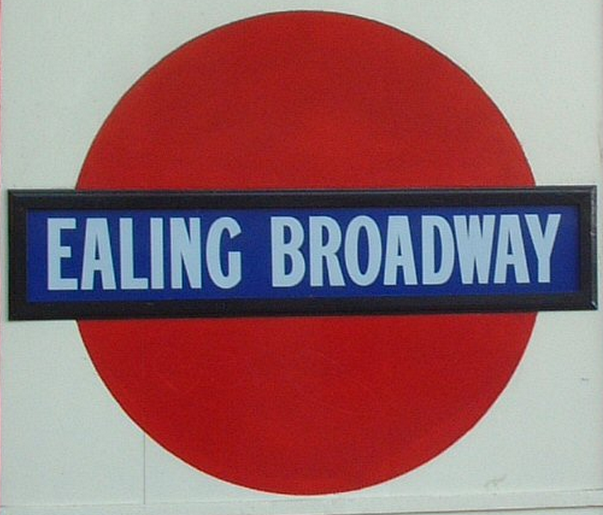
曾於伊靈大道站使用的早期圓標
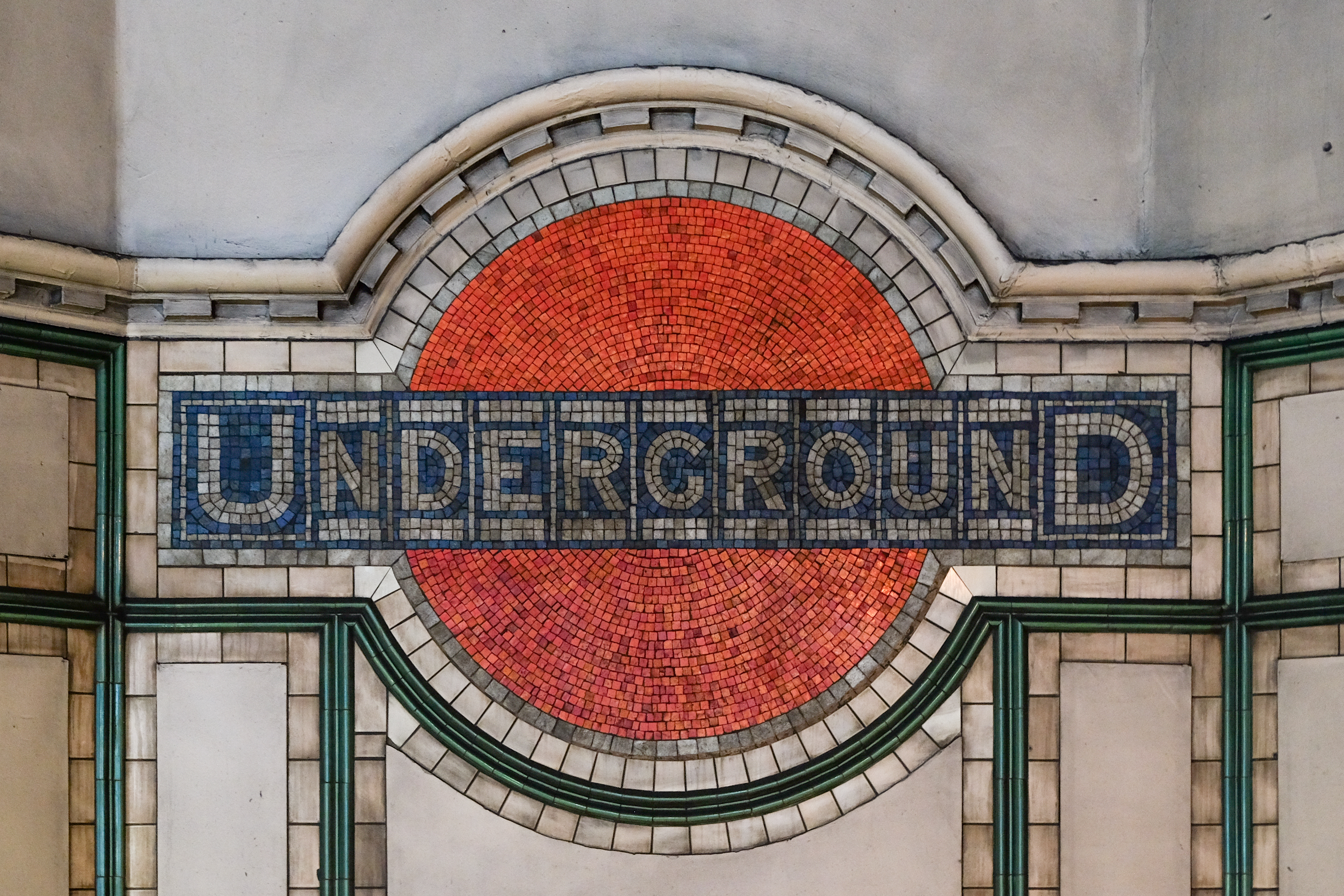
麥達維爾站的使用了馬賽克圓標
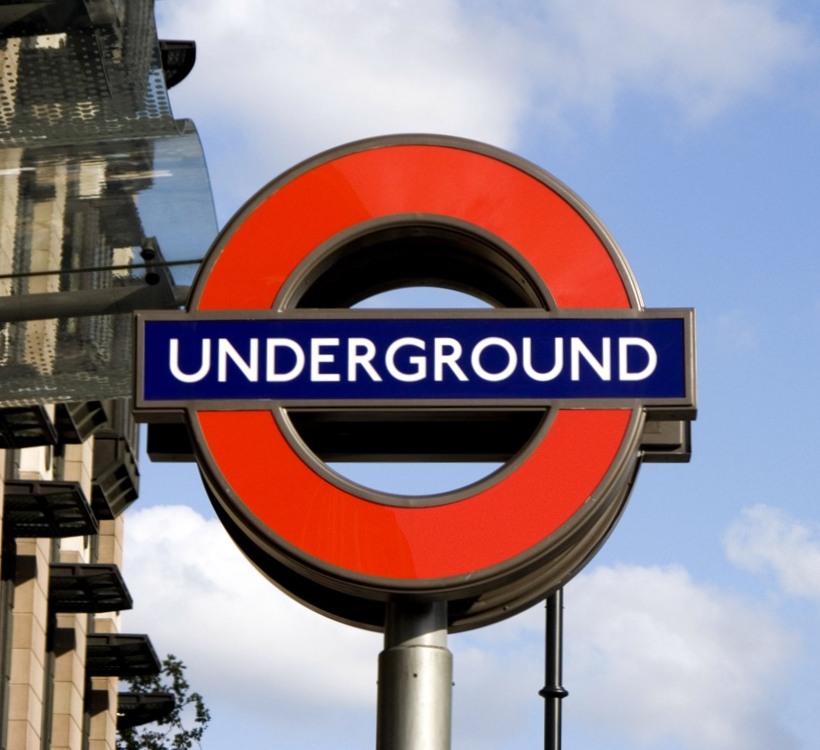
西敏站外的圓標，該款圓標為目前主要使用的樣式
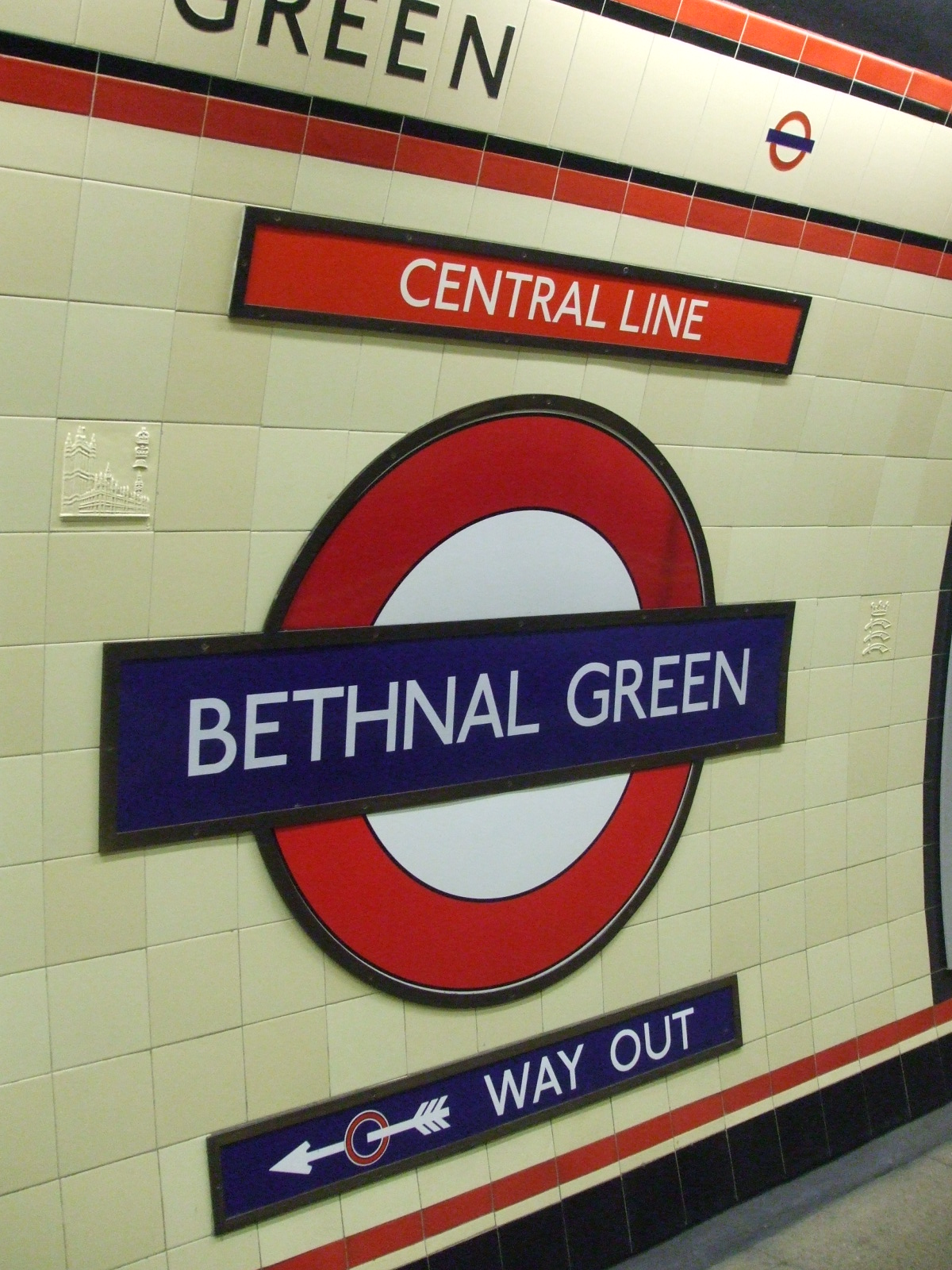
貝思納爾綠地站的圓標及出口箭咀
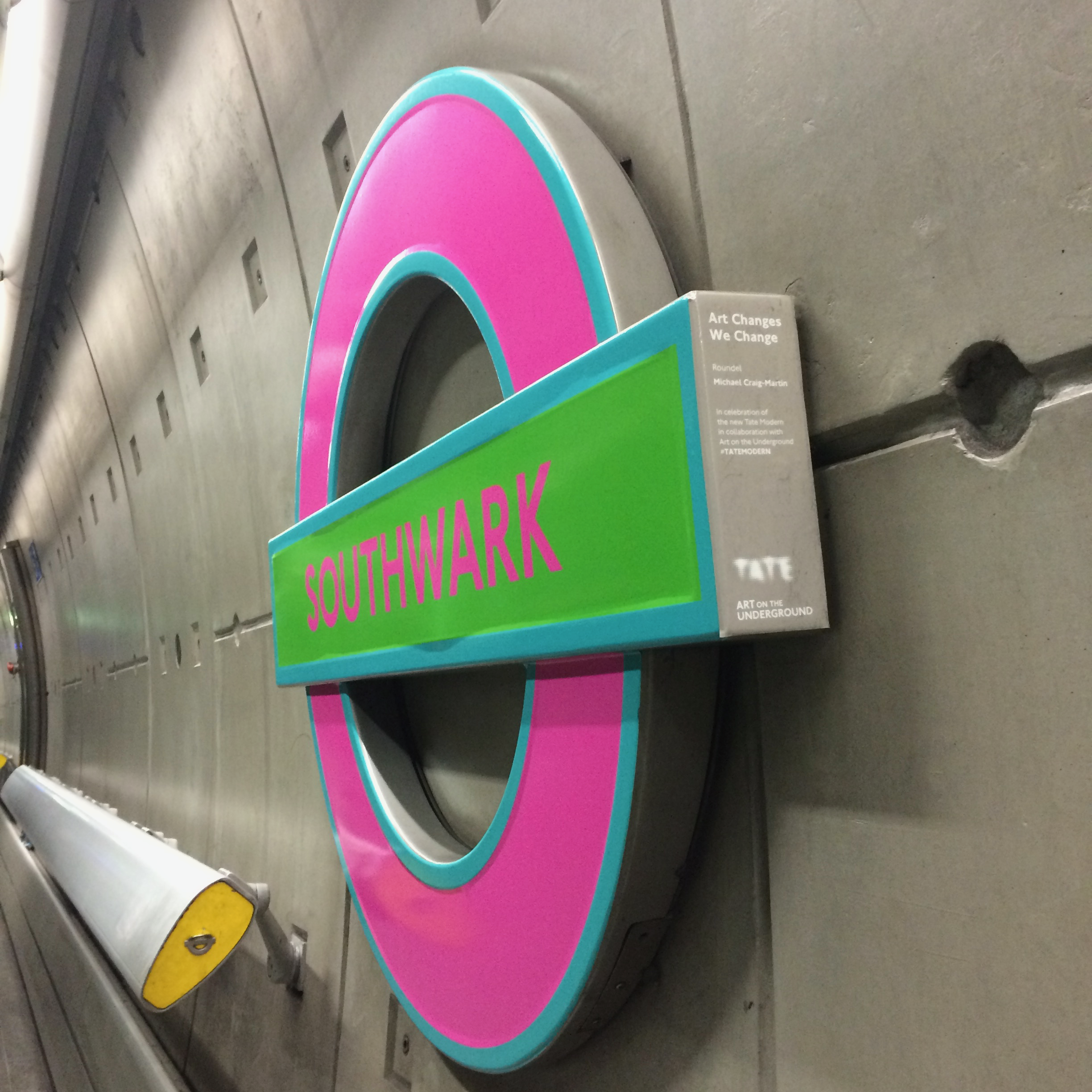
由藝術家Michael Craig-Martin於2016年設計的南華克站圓標
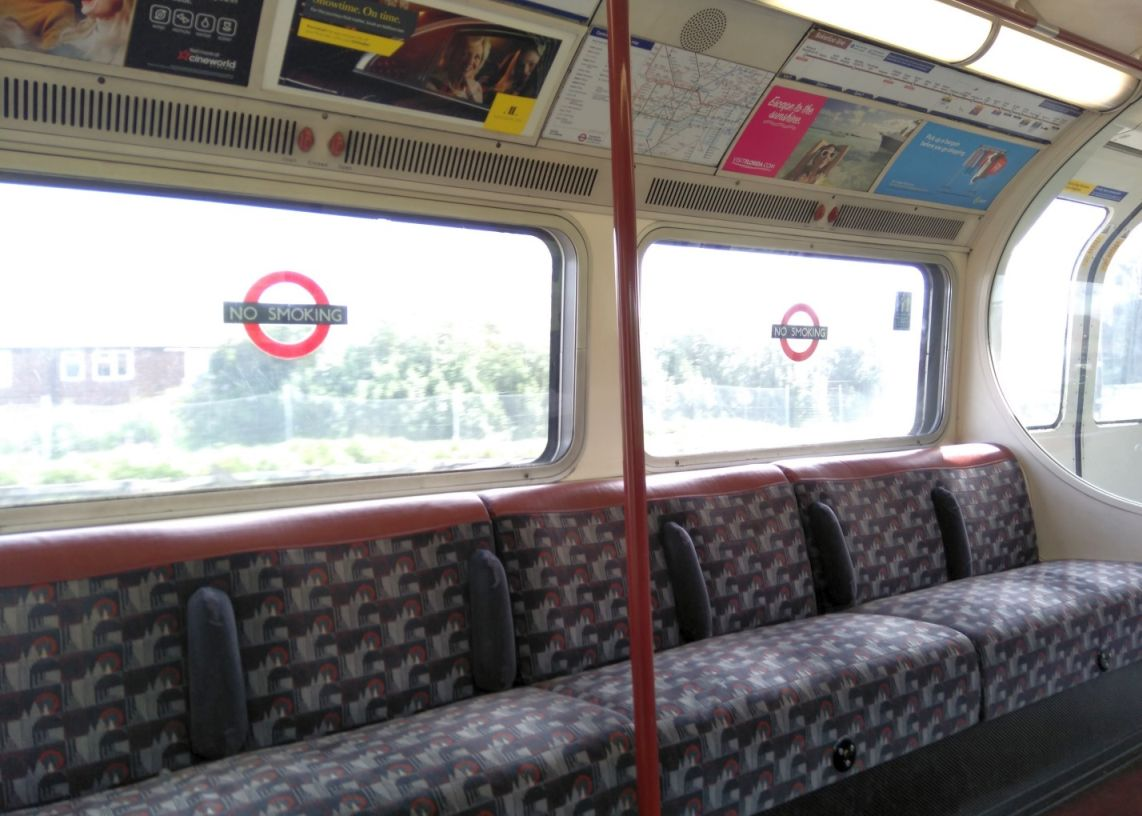
現時只於貝克盧線之倫敦地鐵1972年型列車出現的不准吸煙圓標
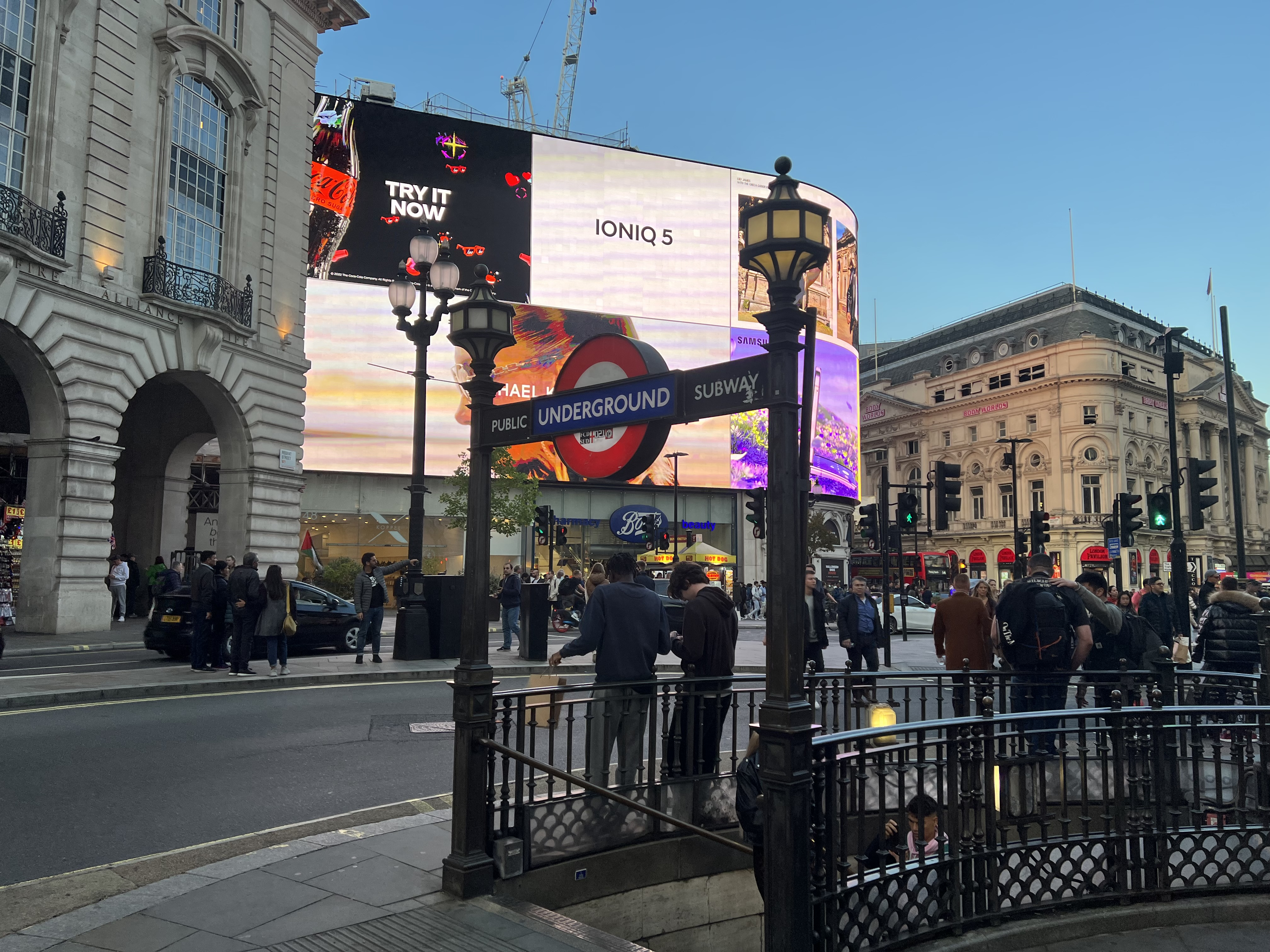
皮卡迪利圓環站隧道入口
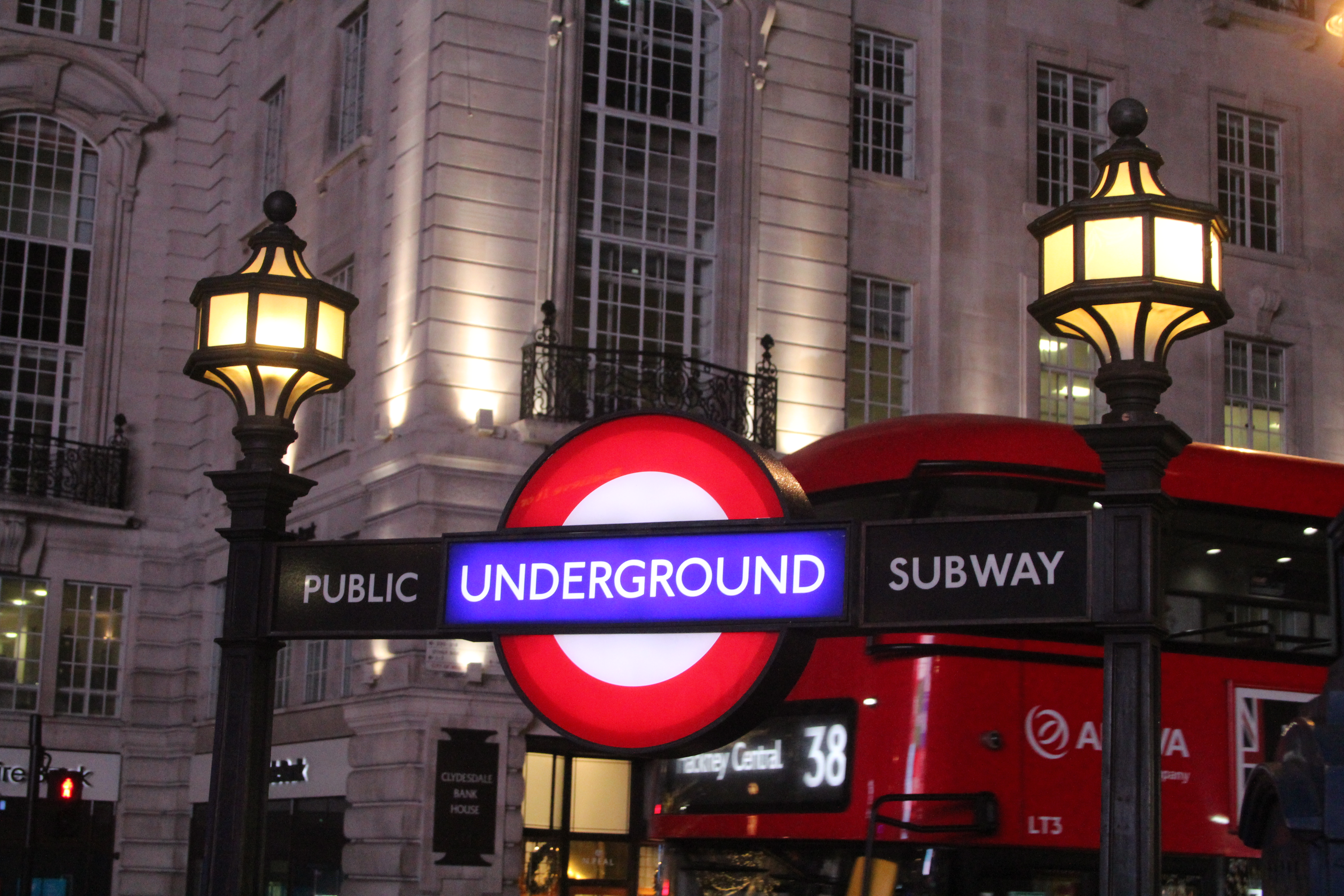
晚間亮燈時的圓標

### 路線圖
現在普遍流傳的倫敦地鐵路線圖（PDF文件（页面存档备份，存于））最早由電子工程師哈利·貝克於1931年設計並向地鐵公司自薦，於1933年得到採用而發行了70萬份。該圖設計極具創新，與一般道路地圖不同，特色為該圖只顯示地鐵站位置、連接和路線，而不按實際地理位置所繪，因此地圖可以只用直線及45度角作基本設計元素，加上每條路線有獨特顏色，使查找和使用極其方便。這設計思想是拓撲學的好例子，現在應用於全球各大城市的鐵路網，並影響到巴士路線圖的設計。
現今為了標榜地鐵系統與其他同屬倫敦運輸局的鐵路網互通，特別是由於制定了出站免費換乘以疏導乘客，路線圖不再只標示地鐵本身的網絡，而是加入了碼頭區輕便鐵路、倫敦地上鐵、倫敦纜車和伊利莎伯線。
倫敦地鐵路線圖曾經因為Google塗鴉慶祝倫敦地鐵150週年紀念而出現在搜索引擎頁面。

### 字型
愛德華·約翰斯頓在1916年同時也為倫敦交通公司設計了一套無襯線體，字體後來加入小寫字母的新版本「New Johnston」沿用至今，字體特點在於在小寫字母「l」底部有捲曲，與多數無襯線體不同；另一特點是i和j的圓點、以及句點等標點符號皆為菱形。倫敦交通公司聲稱擁有字體版權，但也有字體與新約翰斯頓體十分類似，如Paddington。

### 建築

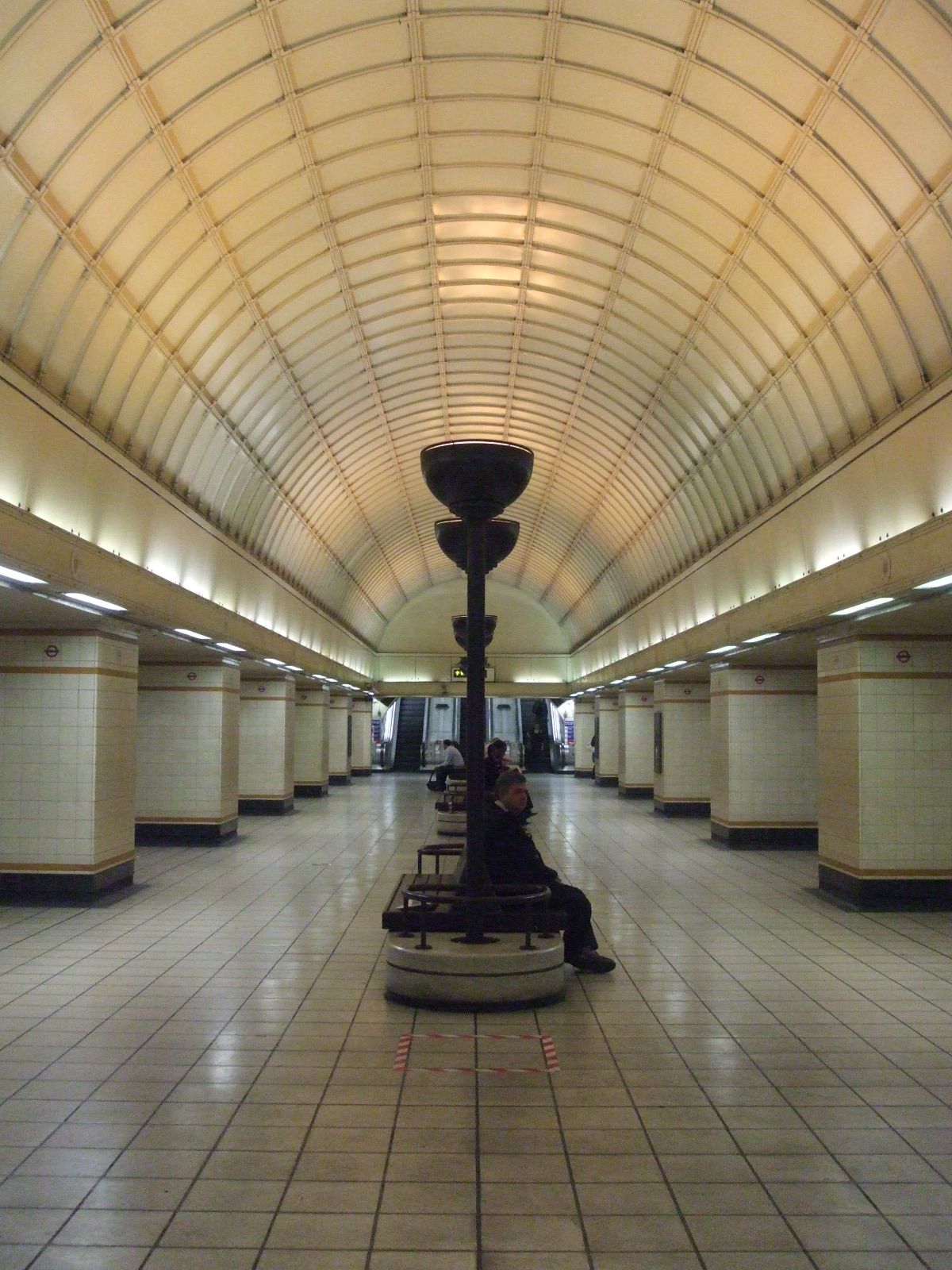
設計與早期莫斯科地鐵站相近的間士丘站下層大堂

倫敦地鐵272座車站中，有70個車站正在使用登錄建築、5個車站的入口為登錄建築。大都會鐵路最早通車的七個車站均以意大利式建築為靈感所設計，月台由上方的日光和大型玻璃球中的煤氣燈照亮。早期的區域鐵路車站與大都會鐵路的車站相似，在兩條鐵路上，距離倫敦市中心越遠，車站的設計就越簡單。當城市及南倫敦鐵路開通時，相關的紅磚建築是由 Thomas Phillips Figgis 設計，頂部有一個鉛覆蓋的圓頂，其中包含升降機組件和風向標（在許多車站仍然可見，例如克拉珀姆公園站）。中央倫敦鐵路車站則主要為粉棕色鋼構建築，入口較大。
在 1900 年代，萊斯利·格林（Leslie Green）為倫敦地下電氣鐵路公司建造的地鐵站創立了一種風格，這些地鐵站覆蓋著牛血色的彩陶塊。格林率先使用建築設計來引導乘客，在瓷磚牆上貼上方向標誌，並在月台牆上貼上圖案，賦予車站獨特的身份。儘管其中很大部分瓷磚現在是複製品，但許多瓷磚圖案仍然存在。
在 1920、1930年代，查爾斯·霍爾頓（Charles Holden）設計了一系列具現代主義和裝飾藝術風格的車站，其中部分車站的建築被他稱為「帶有混凝土蓋子的磚盒」。中央線東延段沿線車站的建築設計類似前期霍爾頓車站的簡化版，帶有前粗野主義風格。為了紀念早期的莫斯科地鐵站，霍爾頓為間士丘站設計了一個寬闊的下層大堂。
在 1990 年代落成的銀禧線延線，沿線車站及相關建築是由諾曼·福斯特、邁克爾·霍普金斯等建築師所設計，帶有高技建築風格。這些設計廣受好評，當中斯特拉福德市場車廠、北格林尼治站及金絲雀碼頭站曾分別於1997、1999及2000年入圍史特靈獎。車站依照最新標準建造，並採用月台屏蔽門等創新技術，以適應未來的成長。西漢姆車站重建後的建築風格則是為了向 1930 年代的紅磚地鐵站致敬，車站設計使用了磚塊、混凝土和玻璃。

### 街頭表演
倫敦地鐵為倫敦市中心 25 個車站的多達 39 個場地提供街頭表演許可證，每年現場音樂表演超過 100,000 小時。表演者是透過試鏡選出的，以前的街頭藝人包括艾德·希蘭、喬治·邁克爾和羅德·斯圖爾特。